# Chiến tranh Lạnh
Chiến tranh Lạnh (1947-1991, tiếng Anh: Cold War) là chỉ đến sự căng thẳng địa chính trị và xung đột ý thức hệ đỉnh điểm giữa hai siêu cường (đứng đầu và đại diện hai khối đối lập): Hoa Kỳ (chủ nghĩa tư bản) và Liên Xô (chủ nghĩa xã hội).
Chiến tranh Lạnh bắt đầu từ năm 1947 với sự ra đời của thuyết Truman. Chiến tranh Lạnh kết thúc với sự tan rã của Liên Xô vào năm 1991. Thuật ngữ lạnh được sử dụng vì không có sự chiến đấu trực tiếp diện rộng giữa hai siêu cường, nhưng họ đã ủng hộ những nước đồng minh đang có xung đột nhằm gia tăng vị thế chính trị, nó được gọi là những cuộc chiến tranh ủy nhiệm (proxy wars).

## Lịch sử
Những nước tư bản phương Tây được dẫn dắt bởi Hoa Kỳ, một quốc gia theo thể chế cộng hòa liên bang với hệ thống chính trị đa đảng, cũng như những quốc gia First-World (chỉ những quốc gia liên kết chung với NATO hoặc chống lại Liên Xô trong Chiến tranh lạnh). Đại đa số các quốc gia First-World là các nước cộng hòa hoặc quân chủ lập hiến cũng với hệ thống chính trị đa đảng và những tổ chức độc lập, nhưng về mặt kinh tế và chính trị thì họ chi phối chặt chẽ một mạng lưới của những quốc gia cộng hòa kém phát triển và các chế độ độc tài khác, hầu hết trong số đó từng là các thuộc địa cũ của Khối phương Tây. Liên Xô thì tuyên bố mình là một quốc gia theo Chủ nghĩa Marx-Lenin, áp dụng hệ thống chính trị độc đảng được lãnh đạo bởi một cấp lãnh đạo cao nhất là Xô viết tối cao và Bộ chính trị. Các Đảng cộng sản lãnh đạo toàn bộ quốc gia, báo chí, quân sự, kinh tế và những tổ chức địa phương khắp Second World (Second World chỉ những quốc gia vệ tinh hoặc đồng minh của Liên Xô), bao gồm những thành viên của Hiệp ước Warsaw và những quốc gia khác theo Hệ thống XHCN. Điện Kremlin đã tài trợ tiền của cho những đảng cộng sản hoặc cánh tả trên khắp thế giới, nhưng họ bị thách thức vị thế này bởi Cộng hòa nhân dân Trung Hoa của Mao Trạch Đông theo sau đó là sự chia rẽ Trung Quốc-Liên Xô vào khoảng những năm 1960. Gần như tất cả các quốc gia thuộc địa đã giành được độc lập trong khoảng thời gian 1945-1960, họ đã trở thành Third World (những quốc gia trung lập) trong Chiến tranh Lạnh.
Ấn Độ, Indonesia và Nam Tư đã đi đầu trong việc thúc đẩy sự trung lập với Phong trào Không liên kết, nhưng các quốc gia này chưa bao giờ có nhiều tầm ảnh hưởng trên thế giới. Liên Xô và Hoa Kỳ chưa từng tham gia trực tiếp vào một cuộc chiến tranh vũ trang toàn diện. Tuy nhiên, cả hai đều vũ trang mạnh mẽ để chuẩn bị cho một cuộc chiến tranh hạt nhân toàn diện có thể xảy ra. Riêng Trung Quốc và Hoa Kỳ đã từng giao chiến với nhau trong một cuộc chiến tranh có thương vong cao tại Triều Tiên (1950-53) mà kết thúc với sự bế tắc cho cả hai bên. Mỗi bên đều có một chiến lược hạt nhân riêng nhằm ngăn cản một cuộc tấn công của phía bên kia, trên cơ sở một cuộc tấn công như vậy sẽ dẫn đến sự hủy diệt hoàn toàn của kẻ tấn công - "Học thuyết về sự hủy diệt lẫn nhau được đảm bảo" (MAD). Bên cạnh những phát triển kho vũ khí hạt nhân của cả hai bên, và triển khai của họ về lực lượng quân sự thông thường, cuộc đấu tranh cho vị thế thống trị được thể hiện qua các cuộc chiến tranh ủy nhiệm trên toàn cầu, chiến tranh tâm lý, chiến dịch tuyên truyền, hoạt động gián điệp, cấm vận, sự ganh đua ở các môn thể thao tại những giải đấu và các chương trình công nghệ như Cuộc chạy đua vào không gian.
Giai đoạn đầu của Chiến tranh Lạnh (1947-1953) khi chính quyền Mỹ ban hành ra Học thuyết Truman bắt đầu trong 2 năm đầu tiên sau khi kết thúc Thế chiến II (1945). Liên Xô củng cố sự kiểm soát của mình lên những quốc gia của khối Đông Âu, trong khi Hoa Kỳ bắt đầu một chiến lược ngăn chặn chủ nghĩa cộng sản trên toàn cầu, mở rộng quân sự và viện trợ tài chính tới những quốc gia Đông Âu (ví dụ như ủng hộ phe chống cộng sản trong Nội chiến Hy Lạp và thành lập liên minh quân sự NATO). Sự kiện phong tỏa Berlin (1948-49) là cuộc khủng hoảng ngoại giao lớn đầu tiên của Chiến tranh Lạnh. Với chiến thắng của Đảng Cộng sản Trung Quốc trong Nội chiến Trung Quốc và sự bùng nổ của Chiến tranh Triều Tiên (1950-53), căng thẳng giữa hai bên đã lan rộng. USSR (Gọi tắt của Liên bang Cộng hòa xã hội chủ nghĩa Xô Viết) và USA (Hoa Kỳ) đã cạnh tranh giành sự ảnh hưởng của mình tại những quốc gia Mỹ Latinh và những thuộc địa đang giành độc lập ở châu Phi và châu Á. Liên Xô đã dập tắt cuộc bạo động ở Hungari. Sự mở rộng và leo thang đã xảy ra lần lượt nhiều cuộc khủng hoảng ngoại giao lớn như Khủng hoảng Suez năm 1956, Khủng hoảng Berlin 1961 và Khủng hoảng tên lửa Cuba 1962, suýt nữa gây ra một cuộc chiến tranh hạt nhân.
Trong thời gian đó, phong trào hòa bình quốc tế đã được thiết lập và phát triển giữa các công dân khắp thế giới, đầu tiên ở Nhật Bản từ năm 1954, khi người dân trở nên lo lắng về những vụ thử nghiệm vũ khí hạt nhân, nhưng sớm lan rộng sang châu Âu và Hoa Kỳ. Phong trào hòa bình, và đặc biệt là phong trào chống lại vũ khí hạt nhân, đạt được tiến triển và được dân chúng ủng hộ nhiều hơn từ những năm cuối thập niên 1950, và đầu những năm 1960, và đã tiếp tục phát triển qua những năm của thập niên 70 và 80 với những cuộc tuần hành, biểu tình, và nhiều hoạt động phi nghị viện phản đối chiến tranh và kêu gọi phi hạt nhân hóa trên toàn cầu. Theo sau Khủng hoảng tên lửa Cuba, một giai đoạn mới đã bắt đầu đã cho thấy mối quan hệ phức tạp của sự chia rẽ Xô-Trung, trong khi những đồng minh của Hoa Kì, đặc biệt là Pháp đã rời khỏi NATO (Quay lại vào năm 2009). USSR đã dập tắt thành công phong trào Mùa xuân Prague 1968 của Tiệp Khắc, trong khi Hoa Kỳ đã trải nghiệm sự hỗn loạn khủng khiếp ngay trong nội bộ nước này bởi phong trào dân quyền, chống phân biệt chủng tộc và phản đối Chiến tranh Việt Nam (1955-1975), cuộc chiến mà Hoa Kỳ đã bước vào tham chiến sau khi Pháp buộc phải từ bỏ cai trị Việt Nam và Việt Nam bị tạm chia cắt thành 2 vùng tập kết quân sự năm 1954, rồi cuối cùng nó đã kết thúc với thất bại nặng nề của Hoa Kỳ và chế độ bản địa chống cộng ở Nam Việt Nam do Mỹ hậu thuẫn, Việt Nam thống nhất dưới chế độ xã hội chủ nghĩa do đảng Cộng sản lãnh đạo năm 1976.
Những năm trong thập niên 1970, cả hai bên bắt đầu trở nên quan tâm hơn trong việc xem xét để tạo ra mối quan hệ quốc tế ổn định và dễ dự đoán hơn, mở đầu cho một giai đoạn lắng dịu (de'tence) bao gồm việc "Đàm phán giới hạn vũ khí chiến lược" và quan hệ cởi mở của Mỹ với Cộng hòa nhân dân Trung Hoa như một chiến lược đối trọng tới USSR. Sự lắng dịu đã sụp đổ tại những năm cuối thập niên 1970 với sự bắt đầu của Chiến tranh Liên Xô-Afghanistan trong năm 1979. Những năm đầu thập niên 1980 là một giai đoạn đã gia tăng căng thẳng, với việc Liên Xô bắn hạ máy bay KSL-Filght-007 của Nam Triều Tiên và những đợt diễn tập quân sự Ablee Archer của NATO, cả hai đều ở năm 1983. Hoa Kỳ đã tăng sức ép kinh tế, ngoại giao, quân sự lên Liên Xô, vào thời điểm Liên Xô đã bị trì trệ kinh tế. Vào ngày 12 tháng 6 năm 1982, một triệu người biểu tình đã tụ tập ở Công viên Trung tâm, New York để kêu gọi kết thúc chạy đua vũ trang, chiến tranh Lạnh và đặc biệt là giải trừ vũ khí hạt nhân. Giữa những năm 1980, lãnh đạo mới Mikhail Gorbachev đã đưa ra những sự cải cách tự do hóa perestroika (1987) (tên một hoạt động chính trị cho sự cải cách trong Đảng Cộng sản Liên Xô trong suốt những năm của thập niên 80) và glasnost (cởi mở, 1985) và kết thúc sự dính líu quân sự của Liên Xô vào Afghanistan năm 1979 rồi sau đó là sự thắng lợi của những người chống cộng Afganistan năm 1992. Sức ép về chủ quyền quốc gia đã lớn mạnh hơn trong Đông Âu, đặc biệt tại Phần Lan. Trong thời gian đó Gorbachev từ chối sử dụng quân đội Liên Xô để củng cố những chế độ trì trệ thuộc Khối Hiệp ước Warsaw như đã xảy ra trong quá khứ. Kết quả trong năm 1989 là một làn sóng cách mạng đã lật đổ tất cả những nhà nước thuộc khối XHCN của Trung và Đông Âu. Bản thân Đảng cộng sản Liên Xô đã mất sự kiểm soát và bị đình chỉ hoạt động sau một kế hoạch đảo chính chống Gorbachev sớm thất bại trong tháng 8 năm 1991. Điều này dẫn tới sự tan rã chính thức của Liên Xô vào tháng 12 năm 1991 và sự sụp đổ của những nhà nước thuộc khối XHCN trong những quốc gia khác như Mông Cổ, Campuchia, và Nam Yemen. Vì vậy, Hoa Kỳ trở thành siêu cường quốc duy nhất của thế giới.
Chiến tranh Lạnh và những sự kiện của nó đã để lại một sức ảnh hưởng đến tận ngày nay. Nó thường được nói tới trong văn hóa đại chúng (đặc biệt với thành công quốc tế của loạt sách và phim của thương hiệu James Bond) cũng như sự đe dọa của chiến tranh hạt nhân. Trong khi đó, một sự căng thẳng quốc gia lặp lại giữa quốc gia kế thừa Liên Xô là Nga, và Hoa Kỳ trong những năm sau 2010 (bao gồm những đồng minh phương Tây) và đặc biệt là sự gia tăng căng thẳng giữa cường quốc mới nổi là Trung Quốc với Mỹ và đồng minh phương Tây, đôi khi được nói đến với tên gọi "Chiến tranh lạnh lần 2" (tên tiếng Anh: Second Cold War).

## Những nguồn gốc của thuật ngữ
Tại thời điểm kết thúc Thế chiến II, nhà văn Anh George Orwell đã sử dụng thuật ngữ Chiến tranh Lạnh (từ tiếng Anh: cold war), như một khái niệm chung, trong tiểu luận của ông "You and the Atomic Bomb" (Bạn và quả bom nguyên tử) được xuất bản ngày 19 tháng 10 năm 1945, trên tờ Tribune của Anh. Suy ngẫm về một thế giới sống dưới cái bóng của một mối đe doạ chiến tranh hạt nhân, Orwell đã xem xét những tiên đoán của James Burnham về một thế giới bị phân cực:
Xem xét thế giới như một tổng thể, nội dung cho nhiều thập kỉ không phải là hướng tới tình trạng vô chính phủ nhưng hướng tới tái áp dụng chế độ nô lệ... lí thuyết của James Burnham đã thảo luận nhiều nhưng một vài người đã không xem xét sự ẩn ý tư tưởng của nó rằng là, một loại thế giới quan, một loại đức tin, và cấu trúc xã hội mà có thể thịnh hành trong một quốc gia đã không bị xâm lược ngay và trong một quốc gia vĩnh cửu của chiến tranh lạnh với những hàng xóm của nó.

Trong tờ The Observer xuất bản ngày 10 tháng 3 năm 1946, Orwell đã viết rằng "... sau hội nghị Moskva vào cuối tháng 12, Nga đã bắt đầu thực hiện một cuộc ‘chiến tranh lạnh’ với Mỹ và Đế chế Anh."
Việc sử dụng lần đầu tiên thuật ngữ Chiến tranh Lạnh  để miêu tả chi tiết xung đột địa chính trị thời hậu chiến giữa Liên Xô và Hoa Kì đến từ một diễn văn của Bernard Baruch, một cố vấn quyền lực của những tổng thống Đảng dân chủ, Tại Nam Carolina, ngày 16 tháng 4 năm 1947, ông đã có bài phát biểu (theo nhà báo Herbert Bayard Swope) nói rằng, "Hãy để chúng ta không bị lừa gạt: chúng ta hiện ở giữa một cuộc chiến tranh lạnh." Nhà báo Walter Lippmann đã làm cho thuật ngữ được biết đến rộng rãi, với cuốn sách The Cold War (1947). Khi được yêu cầu trong năm 1947 về nguồn gốc của thuật ngữ, Lippman đã tìm nguồn gốc nó tới một thuật ngữ tiếng Pháp từ những năm thập niên 1930, la guerre froid

## Bối cảnh

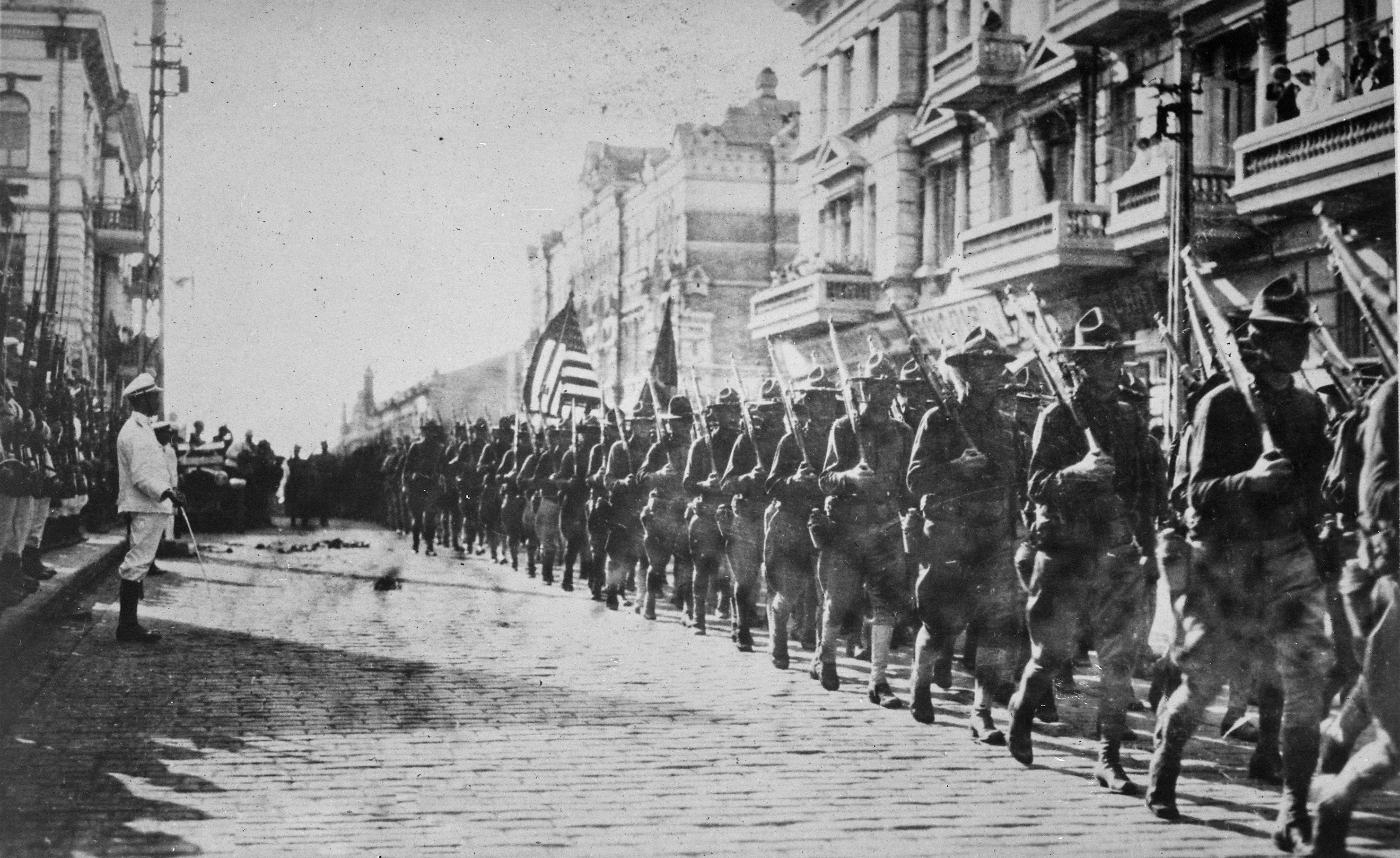
Quân đội Mỹ tại Vladivostok, tháng 8 năm 1918, khi Đồng Minh can thiệp vào cuộc Nội chiến Nga

Đã có một sự bất đồng trong giới sử học về điểm khởi đầu của Chiến tranh Lạnh. Trong khi hầu hết các nhà sử học coi nó bắt nguồn từ giai đoạn ngay sau Thế chiến II, những người khác cho rằng nó bắt đầu vào gần cuối Thế chiến I, dù những căng thẳng giữa Đế chế Nga, và các quốc gia châu Âu khác cùng Hoa Kỳ có từ giữa thế kỷ XIX.
Như một kết quả của cuộc Cách mạng Bolshevik năm 1917 tại Nga (tiếp đó là sự rút lui của nước này khỏi Thế chiến I), nước Nga bị cô lập khỏi quan hệ ngoại giao quốc tế. Ngay sau Cách mạng Tháng Mười, liên quân 14 nước phương Tây (Mỹ, Anh, Pháp, Đức, Nhật...) đã đem quân can thiệp vào nước Nga nhằm bóp chết Chính phủ Xô Viết. Tuy nhiên, kế hoạch này đã thất bại, và nước Nga Xô viết được thành lập năm 1922. Tuy nhiên, nước Nga Xô viết phải tiếp tục đối phó với sự bao vây, cô lập của các nước phương Tây trong những năm sau đó.
Lãnh tụ nước Nga Xô Viết là Vladimir Lenin đã nói rằng Liên bang Xô viết bị bao vây bởi một "vòng vây tư bản thù địch", và ông coi ngoại giao là một vũ khí để khiến các kẻ thù của Liên Xô bị chia rẽ, bắt đầu với việc thành lập Quốc tế Cộng sản Xô viết, kêu gọi những cuộc nổi dậy cách mạng ở nước ngoài.
Lãnh tụ sau đó Joseph Stalin, người coi Liên bang Xô viết là một "hòn đảo xã hội chủ nghĩa", đã nói rằng Liên Xô phải thấy rằng "vòng vây chủ nghĩa tư bản hiện tại sẽ bị thay thế bởi một vòng vây xã hội chủ nghĩa." Ngay từ năm 1925, Stalin đã nói rằng ông coi chính trị quốc tế là một thế giới lưỡng cực trong đó Liên bang Xô viết sẽ thu hút các quốc gia đang hướng theo chủ nghĩa xã hội và các quốc gia tư bản sẽ thu hút các quốc gia đang hướng theo chủ nghĩa tư bản, trong khi thế giới đang ở trong một giai đoạn "bình ổn tạm thời của chủ nghĩa tư bản" trước sự sụp đổ cuối cùng của nó.
Nhiều sự kiện đã làm gia tăng sự nghi ngờ và không tin tưởng lẫn nhau giữa các cường quốc phương tây và Liên Xô: sự phản đối của những người Bolsheviks với chủ nghĩa tư bản; việc Liên Xô ủng hộ cuộc tổng đình công của công nhân Anh năm 1926 dẫn tới việc ngừng quan hệ giữa hai nước; Tuyên bố năm 1927 của Stalin rằng sự cùng tồn tại hoà bình với "các quốc gia tư bản... đang trôi dần vào quá khứ"; những cáo buộc bí ẩn trong phiên xử án mẫu Shakhty về một cuộc đảo chính đã được lập kế hoạch do Pháp và Anh chỉ đạo; cuộc thanh lọc chính trị và truy tố tại Liên Xô những vụ xử án điểm Moskva gồm cả những cáo buộc gián điệp của Pháp, Anh, Nhật và Đức; cái chết của 1 triệu người tại Cộng hoà Xã hội chủ nghĩa Xô viết Ukraina trong nạn đói tại Ukraina tháng 3 năm 1932; cuộc Đại khủng hoảng tại các nước tư bản vào giai đoạn 1929-1933; phương Tây ủng hộ Bạch vệ trong cuộc Nội chiến Nga; Hoa Kỳ từ chối công nhận Liên Xô cho tới tận năm 1933; và việc Liên Xô tham gia Hiệp ước Rapallo. Những việc này làm trở ngại các quan hệ Xô-Mỹ và là một vấn đề gây lo ngại dài lâu với các lãnh đạo ở cả hai nước.

## Thế chiến II và thời kỳ hậu chiến (1939–47)

### Quan hệ châu Âu đầu Thế chiến 2 (1939-41)
Quan hệ của Liên Xô với phương Tây càng xấu đi khi Anh - Pháp ký với Đức Quốc xã bản Hiệp ước Munich, làm ngơ cho Đức chiếm Tiệp Khắc. Liên Xô cho rằng Anh - Pháp đã cố tình làm ngơ cho Đức để mong nước này tấn công Liên Xô. Để trả đũa, một tuần trước khi Thế chiến II nổ ra, Liên bang Xô viết và Đức ký Hiệp ước Molotov-Ribbentrop, trong đó thoả thuận không giao chiến và phân chia vùng ảnh hưởng tại Đông Âu giữa hai nước. Bắt đầu một tuần sau đó, vào tháng 9 năm 1939, Đức tấn công Ba Lan và phân chia ảnh hưởng tại phần còn lại của Đông Âu theo những thỏa thuận tại Hiệp ước. Thực chất, bản Hiệp ước giống như một thỏa thuận "câu giờ" nhằm kéo dài thời gian hòa hoãn giữa 2 đối thủ, và cả Đức lẫn Liên Xô đều biết rằng chiến tranh giữa 2 nước sắp xảy ra.
Trong một năm rưỡi tiếp theo, họ đã tham gia vào một mối quan hệ kinh tế trên diện rộng, trao đổi với nhau các vật liệu cần thiết cho cuộc chiến tranh cho tới khi Đức phá vỡ Hiệp ước Molotov-Ribbentrop với Chiến dịch Barbarossa, cuộc xâm lược Liên Xô qua lãnh thổ hai quốc gia đã bị phân chia từ trước.

### Đồng minh chống Phe Trục (1941-45)
Trong nỗ lực chiến tranh chung của mình, bắt đầu từ năm 1941, người Liên Xô nghi ngờ rằng người Anh và người Mỹ đã âm mưu để người Liên Xô phải chịu gánh nặng chiến đấu chống Phát xít Đức. Theo quan điểm này, các Đồng minh phương Tây đã cố tình trì hoãn việc mở một mặt trận chống Phát xít thứ hai nhằm chỉ tham chiến ở thời điểm cuối cùng và đặt ra những quy định cho hoà bình. Vì thế, những nhận thức của Liên Xô về phương Tây đã để lại một sự căng thẳng ngầm và thù địch mạnh giữa các cường quốc Đồng Minh.

### Hậu chiến và những mâu thuẫn ban đầu
Hội nghị Yalta
Hội nghị Yalta, diễn ra từ ngày 4 đến ngày 11 tháng 2 năm 1945, là cuộc gặp giữa tổng thống Mỹ Franklin D. Roosevelt, thủ tướng Anh Winston Churchill và Chủ tịch Liên Xô Iosif Vissarionovich Stalin ở Yalta (thuộc bán đảo Krym, Liên Xô). Nội dung của cuộc họp để bàn về tương lai hậu chiến của Đức và Ba Lan, cũng như việc tham chiến của Liên Xô ở mặt trận Thái Bình Dương.
Bộ ba Anh - Mỹ - Liên Xô đồng ý chia nước Đức dưới sự kiểm soát của Anh, Mỹ, Pháp và Liên Xô. Sau này ba phần của Anh, Mỹ, Pháp được nhập lại thành Tây Đức và phần của Liên Xô được gọi là Đông Đức. Stalin yêu cầu Đức bồi thường 20 tỷ đô la tiền chiến phí, nhưng bị bác bỏ tại hội nghị.

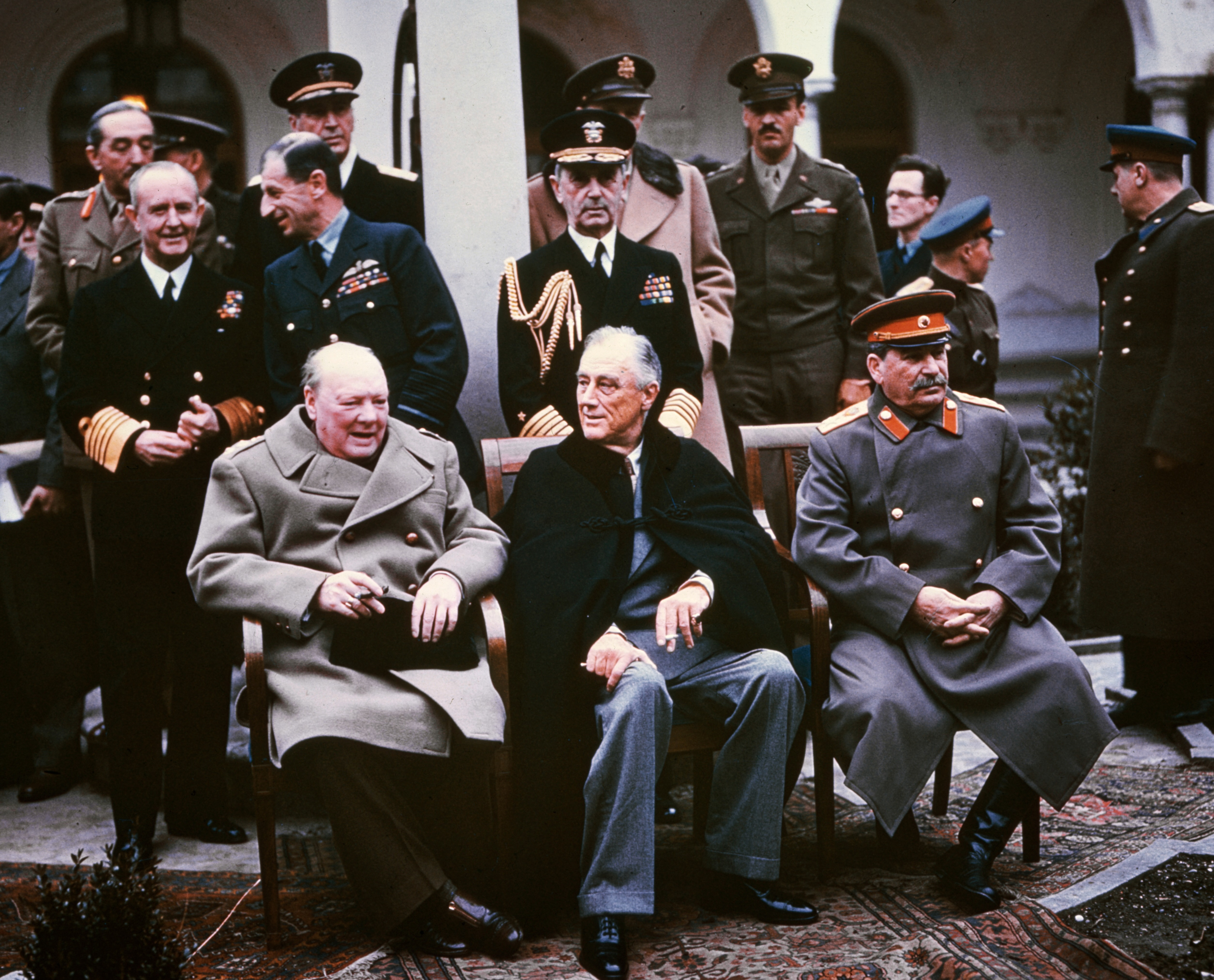
Ba nhà lãnh đạo phe Đồng Minh trong Chiến tranh thế giới thứ hai

Lúc này, dù sao chiến tranh vẫn diễn ra ở mặt trận Thái Bình Dương (chủ yếu giữa quân Mỹ và phát xít Nhật). Roosevelt muốn Stalin tuyên chiến với Nhật, đánh đổ phát xít Nhật. Stalin đồng ý.
Ba Lan, dưới sự giám sát của Hồng quân Liên Xô, có lẽ gặp nhiều khó khăn nhất. Trong hội nghị, Stalin bác bỏ thỉnh cầu mang chính quyền Ba Lan về trạng thái trước thế chiến. Theo Stalin, Liên Xô sẽ cung cấp an ninh cần thiết cho Ba Lan. Ông đồng ý cho Ba Lan bầu cử tự do dựa trên nền tảng chính quyền cộng sản chủ nghĩa.
Sự thành lập của Liên Hợp Quốc
Cũng tại hội nghị Yalta, bộ ba đồng ý thành lập Liên Hợp Quốc. Một tổ chức tương tự Hội Quốc Liên cũng đã được thành lập sau Chiến tranh thế giới thứ nhất, nhưng không hiệu quả về sau - có nhiều ý kiến cho rằng lý do là ở chỗ Mỹ không tham gia. Mục đích chủ yếu của Liên Hợp Quốc là bảo đảm an ninh thế giới.
Nhiệm kỳ của Truman
Tổng thống Mỹ Franklin D. Roosevelt đột ngột qua đời vào ngày 12 tháng 4 năm 1945. Phó tổng thống Harry S. Truman lên thế. Truman là một người có quan điểm cứng rắn, nhiều lúc cực đoan chứ không mềm dẻo như tổng thống tiền nhiệm (chú ý rằng đường lối của Truman ảnh hưởng nhiều đến cách chính sách của Mỹ thời hậu chiến và trong Chiến tranh Lạnh).
Hội nghị Potsdam
Truman gặp Stalin lần đầu là ở Hội nghị Potsdam (ngoại ô của Berlin) vào tháng 7 năm 1945. Đại diện của Anh lúc này là Clement Attlee, vừa đắc cử Thủ tướng ở Anh.
Hội nghị nhấn mạnh các vấn đề được đưa ra ở Hội nghị Yalta, trong đó có các vấn đề về tương lai của Đức và Ba Lan. Stalin tiếp tục yêu cầu bồi thường thiệt hại chiến tranh. Truman nhắc lại lời hứa của Stalin về bầu cử tự do tại Ba Lan.
Ở hội nghị, Truman cũng tuyên bố bom nguyên tử đã được thử nghiệm ở New Mexico, Stalin - mặc dù đã biết điều này thông qua các gián điệp ở Mỹ
Bom nguyên tử có ý nghĩa lớn đối với Chiến tranh Lạnh, trong đó là sự chạy đua công nghệ nguyên tử giữa Mỹ và Liên Xô. Bom nguyên tử cũng được dùng đầu tiên trong chiến tranh ở Nhật theo yêu cầu của Truman.
Quan điểm của Liên Xô
Sau khi mất gần 22 triệu người trong cuộc chiến, Liên Xô muốn thành lập các quốc gia đồng minh xung quanh họ vì vấn đề an ninh.
Ngoài ra, một trong những mục tiêu của xây dựng chủ nghĩa cộng sản là truyền bá tư tưởng cộng sản ra khắp thế giới, loại bỏ chủ nghĩa tư bản, và nhiệm vụ của đảng cộng sản là thúc đẩy sự lan truyền đó.
Stalin bác bỏ những sự hợp tác với Ngân hàng Thế giới và Quỹ Tiền tệ Quốc tế. Vì nếu làm ngược lại, vô tình ông sẽ đóng góp vào sự lớn mạnh của chủ nghĩa tư bản. Stalin ủng hộ sự mở rộng của chủ nghĩa cộng sản ở Tây Âu và châu Á sau này.

### Liên bang Xô Viếtvà sự lớn mạnh củachủ nghĩa cộng sản
Trong Chiến tranh thế giới thứ hai, Hồng quân Liên Xô giúp các nước Đông Âu thoát khỏi quân phát xít, đồng thời chính quyền theo đường lối cộng sản chủ nghĩa cũng được thiết lập tại các nước này.

#### Albania và Bulgaria
Ở Albania, những người ủng hộ chủ nghĩa cộng sản bị loại trừ vào những năm chiến tranh, sau này được Stalin thiết lập lại. Khi bầu cử diễn ra các năm sau đó, những nhà lãnh đạo chống cộng bị thất bại.
Ở Bulgaria, chính phủ xã hội chủ nghĩa được thiết lập từ năm 1944 đến 1948.

#### Tiệp Khắc
Tiệp Khắc có truyền thống chống lại chủ nghĩa cộng sản từ trước thế chiến, nhưng việc bị Anh - Pháp bỏ rơi khiến người Tiệp Khắc quay sang ủng hộ Liên Xô. Trong cuộc bầu cử tự do năm 1946, các nhà lãnh đạo đảng cộng sản giành được 40% tổng số phiếu, đủ để thành lập chính phủ mới. Sau này các đảng viên lên thay thế nhiều vị trí trong bộ Công an, cùng với sự hỗ trợ của Liên Xô, họ tổ chức các cuộc mít-tinh, đình công v.v. Đến năm 1948, Tiệp Khắc trở thành một nước có chính phủ cộng sản chủ nghĩa.

#### Hungary và Romania
Cuối năm 1945, tại Hungary các người cộng sản thất bại trong cuộc bầu cử, các lực lượng Xô Viết vẫn được giữ lại. Họ yêu cầu đưa đảng cộng sản lên nắm bộ Công an. Việc bắt giữ những phần tử chống cộng có thể đã giúp các người cộng sản lên nắm chính quyền vào cuộc tái bầu cử năm 1947.
Hồng quân Liên Xô cũng được lưu lại ở România. Năm 1945, vua của Romania bị buộc phải phong quyền thủ tướng cho một người cộng sản, hai năm sau nhà vua bị buộc phải thoái vị. Chế độ quân chủ của Romania chấm dứt

#### Tây Đức và Đông Đức
Cuối năm 1944 đầu năm 1945, Đồng Minh đã quyết định rằng sẽ chia cắt nước Đức sau chiến tranh. Nước Đức rồi bị chia thành 4 vùng chiếm đóng với 2 ý thức hệ đối lập. Vào tháng 5 năm 1949, ba nước Mỹ, Anh và Pháp hợp nhất ba vùng chiếm đóng miền Tây của họ và thành lập nên nước Cộng hòa Liên bang Đức đi theo con đường tư bản chủ nghĩa và thân phương Tây do Mỹ đứng đầu. Vào ngày 7 tháng 10 vùng Liên Xô chiếm đóng ở miền Đông thành lập nước Cộng hòa Dân chủ Đức, đi theo con đường xã hội chủ nghĩa và trở thành một nhà nước vệ tinh của Liên Xô.

#### Phần Lan và Nam Tư
Phần Lan được giữ độc lập với Liên Xô và ảnh hưởng của chủ nghĩa cộng sản. Năm 1948, Phần Lan ký hiệp ước với Liên Xô, cam kết không gia nhập bất kỳ liên minh quân sự nào để chống Liên Xô.
Nam Tư cũng tương đối độc lập khỏi sự ảnh hưởng của Liên Xô. Tuy nhiên quốc gia này vẫn dưới sự lãnh đạo của một chính quyền cộng sản với người lãnh đạo Josip Broz, hay còn được biết đến như là Tito. Tito chủ trương xây dựng chủ nghĩa xã hội không dựa vào Liên Xô và không áp dụng mô hình kinh tế của Liên Xô giống như các nước Đông Âu khác. Vào năm 1948, Stalin muốn lật đổ Tito nhưng thất bại và chấp nhận sự lãnh đạo của Tito.
Tóm lại, sau chiến tranh thế giới thứ 2, một loạt các nhà nước xã hội chủ nghĩa thân Liên Xô đã được thành lập ở Đông Âu, bao gồm:
- Cộng hòa Nhân dân Albania (11 tháng 1 năm 1946)
- Cộng hoà Nhân dân Bulgaria (15 tháng 9 năm 1946)
- Cộng hòa Nhân dân Ba Lan (19 tháng 1 năm 1947)
- Cộng hòa Nhân dân Romania (ngày 13 tháng 4 năm 1948)
- Cộng hòa Xã hội chủ nghĩa Tiệp Khắc (9 tháng 5 năm 1948)
- Cộng hòa Nhân dân Hungary (20 tháng 8 năm 1949)
- Cộng hòa Dân chủ Đức (7 tháng 10 năm 1949)

Ban đầu, Cộng hòa Liên bang Xã hội chủ nghĩa Nam Tư dưới sự lãnh đạo của Josip Broz Tito đã đứng về phía Liên Xô, tuy nhiên sau chia rẽ Tito-Stalin năm 1948 thì nhà nước này đã theo đuổi một chính sách trung lập.

### Bức màn Sắt

Các nước thuộc khối Warszawa ở phía đông của Bức màn sắt được tô màu đỏ. Thành viên khối NATO về phía bên trái được tô màu xanh. Các nước trung lập về quân sự được tô màu xám. Nam Tư (tô xanh lá), dù là một nước cộng sản, vẫn độc lập với Khối phía đông. Tương tự, nước Albania cộng sản mâu thuẫn với Liên Xô vào đầu thập niên 1960, và nghiêng về phía Trung Quốc sau khi Trung-Xô chia rẽ.

Trong một bài diễn văn vào tháng 2 năm 1946. Stalin khẳng định sự thành công của chủ nghĩa cộng sản và chủ nghĩa tư bản sẽ bị sụp đổ. Mặc dù sẽ phải trải qua nhiều năm trước khi có đủ lực lượng vũ trang để đối đầu với Mỹ, Liên Xô vẫn thúc đẩy sự mở rộng của chủ nghĩa cộng sản bằng cách ủng hộ các phong trào cánh tả, các phong trào đấu tranh của công nhân ở các nước Tây Âu.
Một tháng sau, để đáp trả, Winston Churchill (lúc này không còn là thủ tướng, nhưng vẫn là một nhân vật có tiếng nói mạnh mẽ trong chính trị Anh) đưa ra ý kiến phản bác lại Stalin, và sự thành lập "Bức màn Sắt" là một biểu tượng cho sự chia cắt giữa hai hệ tư tưởng đối nghịch nhau ở châu Âu lúc này. Churchill cũng kêu gọi Mỹ tiếp tục ngăn chặn Stalin lôi kéo các nước khác ở châu Âu theo chủ nghĩa cộng sản, điều mà ông gọi là Bức màn sắt, nơi chủ nghĩa cộng sản đang ngự trị ở phía Đông châu Âu.

## Chính sách chống Cộng của Mỹ, bắt đầu Chiến tranh Lạnh
Sau một bài phân tích của George Kennan, một nhà chính trị Mỹ ở Moskva, nội dung chủ yếu là chủ nghĩa cộng sản không thể bị đánh đổ một cách nhanh chóng, Mỹ thừa nhận việc các nước Đông Âu sẽ thuộc về tầm ảnh hưởng của Liên Xô. Nhưng đồng thời, Mỹ cũng thúc giục những hành động nhằm loại bỏ chủ nghĩa cộng sản khỏi Tây Âu, kể cả ở Liên Xô.
Ngày 12 tháng 3 năm 1947, Tổng thống Harry S. Truman đã tuyên bố Mỹ sẽ tích cực hỗ trợ việc chống lại các phong trào cộng sản chủ nghĩa, đây là chính sách chính thức của ngoại giao Hoa Kỳ được gọi là Học thuyết Truman. Tổng thống Truman tuyên bố rằng: "Hầu như mọi quốc gia đều phải chọn những cách sống khác nhau. Và sự lựa chọn thường không phải là một sự lựa chọn tự do. Một cách là dựa vào ý muốn của số đông... Cách thứ hai là dựa vào ý muốn của số ít một cách bắt buộc... Tôi tin tưởng rằng các đường lối của Mỹ là ủng hộ những con người tự do, những người đang chống lại sự phụ thuộc theo số ít (có vũ trang) hoặc bằng áp lực. Tôi tin tưởng rằng chúng ta phải giúp đỡ những con người tự do để họ quyết định số phận của mình bẳng những cách riêng của họ."
Dựa vào học thuyết Truman, Hoa Kỳ đã đem quân can thiệp vào tình hình chiến sự của một loạt các quốc gia khác trên thế giới: ủng hộ phe bảo hoàng trong nội chiến Hy Lạp, ủng hộ Nam Triều Tiên chống lại cuộc tấn công của Bắc Triều Tiên trong chiến tranh Triều Tiên, ủng hộ thực dân Pháp quay trở lại xâm lược Việt Nam trong chiến tranh Đông Dương, và cho quân viễn chinh tham chiến trong chiến tranh Việt Nam.
Để thi hành chính sách chống lại các phong trào cộng sản chủ nghĩa, Hoa Kỳ đã ủng hộ cả các chính quyền độc tài quân phiệt, miễn là chính quyền đó có tư tưởng chống Cộng. Từ năm 1951, Mỹ đã coi chính quyền phát xít Tây Ban Nha là một trong số các đồng minh vì chính sách chống cộng quyết liệt của chính quyền này (dù Mỹ luôn lên án chủ nghĩa phát xít). Trong vòng một thập kỷ tiếp đó, một số lớn viện trợ được chuyển cho Tây Ban Nha Mỹ cũng như viện trợ chiến phí cho thực dân Pháp quay trở lại xâm chiếm Việt Nam, thực dân Hà Lan quay trở lại xâm chiếm Indonesia với mục đích ngăn chặn các chính quyền cộng sản lên nắm quyền ở những quốc gia này. Tới năm 1954, 80% chiến phí của quân Pháp ở Việt Nam là do Mỹ chi trả.
Chính sách Truman về mặt kinh tế không chỉ được thực hiện ở châu Âu. Trong trường hợp Trung Quốc, Hoa Kỳ đã giúp đỡ các lực lượng chủ nghĩa dân tộc Quốc dân Đảng của Tưởng Giới Thạch trong cuộc nội chiến với Đảng Cộng sản Trung Quốc. Vào năm 1949, Đảng Cộng sản do Mao Trạch Đông lãnh đạo đã giành thắng lợi trong cuộc nội chiến, khiến cho hệ thống xã hội chủ nghĩa được nối liền từ châu Âu sang châu Á.
Ngày 18/6/1948, Hội đồng an ninh quốc gia Mỹ thông qua chỉ thị bí mật 10/2 nhằm phê chuẩn các kế hoạch đặc biệt chống lại phong trào cộng sản, Frank Wisner đã được giao trọng trách là người lập kế hoạch và tiến hành cuộc chiến bí mật trên. Dưới sự bảo trợ của các nhân vật có ảnh hưởng như Forrestal, Kennan và sau đó là Allen Dulles, Wisner đã liên tục triển khai nhiều chiến dịch chống Cộng. Các điệp viên Mỹ tại khu vực do Liên Xô kiểm soát tại Đức đã tổ chức nhiều hoạt động quy mô gây bất ổn tại Berlin. Hàng ngàn người di cư từ Liên Xô, các nước Đông Âu, Trung Quốc và Triều Tiên được Mỹ huấn luyện và trang bị vũ khí, trước khi tung trở lại quê hương để hoạt động chống phá; triển khai nhiều kho vũ khí bí mật tại các nước châu Âu và Trung Đông để sẵn sàng cho mục đích phá hoại, nổi dậy sau này. CIA còn dựng lên "Đài phát thanh châu Âu tự do" phát bằng tất cả những thứ tiếng của các quốc gia đối địch.
Nhà lý luận chính trị, giáo sư Noam Chomsky cho rằng các phong trào cộng sản và xã hội chủ nghĩa trở thành phổ biến ở các nước nghèo bởi vì họ đã mang đến những cải thiện về sự bình đẳng, phúc lợi xã hội và kinh tế quốc gia tại những nước họ lên nắm quyền. Điều này khiến chính phủ Mỹ lo ngại với lập luận "Nếu tại một đất nước nhỏ bé và nghèo nàn như Grenada, phong trào cộng sản có thể thành công trong việc mang về một cuộc sống tốt hơn cho người dân, một số nước khác sẽ tự hỏi: Tại sao chúng ta lại không thể?" Nếu không dập tắt ngay các phong trào này, thì các nước khác cũng sẽ học theo và nổi dậy chống lại Mỹ, khi đó quyền lực của nước Mỹ trên thế giới sẽ suy yếu nghiêm trọng. Do đó, Mỹ đã có rất nhiều nỗ lực để đàn áp các "phong trào cách mạng nhân dân" ở Chile, Việt Nam, Nicaragua, Iran, Cuba, Lào, Grenada, El Salvador, Guatemala... Chomsky đề cập đến điều này như là "mối đe dọa của một ví dụ tốt."

## Chiến tranh Lạnh được "hâm nóng"
Vụ ném bom nguyên tử xuống Hiroshima và Nagasaki là một sự kiện rất quan trọng trong Chiến tranh thế giới thứ hai và trong Chiến tranh Lạnh. Quan trọng ở chỗ nó mở ra một thời kỳ nguyên tử với sự xuất hiện của vũ khí tàn phá lớn. Nó cũng mở ra cuộc chạy đua về công nghệ nguyên tử gay gắt giữa Mỹ và Liên Xô.

### Kế hoạch Marshall
Sở dĩ Chiến tranh thế giới thứ hai nổ ra cũng là do những kết quả của Chiến tranh thế giới thứ nhất, khi nghèo đói và thiếu ổn định về kinh tế ở các nước châu Âu dẫn tới sự phát triển các tư tưởng cực đoan. Sau Thế chiến II, Mỹ có hai đề án để kiểm soát châu Âu: đề án thành lập Liên minh quân sự Bắc Đại Tây Dương (NATO) vào năm 1949 để kiểm soát châu Âu về an ninh, và đề án thành lập Liên minh châu Âu (EU) nhằm kiểm soát châu Âu về chính trị và kinh tế.
Về kinh tế, George C. Marshall phác thảo bản Kế hoạch Marshall, ủng hộ sự thành lập các chương trình phục hồi kinh tế cho châu Âu bằng việc tăng cường nền thương mại tự do ở châu Âu sẽ giúp khắc phục các khó khăn, mở thị trường ra khắp thế giới. Trong bài diễn văn ở Đại học Harvard vào tháng 6 năm 1947, Marshall phát biểu: "Đây là một điều logic khi nước Mỹ nên làm bất cứ điều gì nó có thể để giúp đỡ nền kinh tế thế giới, đem lại trạng thái lành mạnh cho nó. Chính sách của chúng ta không chống lại một đất nước hay một chính sách nào khác. Chính sách của chúng ta chống lại nghèo đói, suy sụp, và hỗn loạn..." Cùng với Chính sách Truman, Kế hoạch Marshall nhấn mạnh sự tự do trong kinh tế và sự viện trợ của Mỹ sẽ khắc phục các khó khăn lúc bấy giờ của châu Âu. Kế hoạch Marshall đã cung cấp khoản viện trợ ban đầu trị giá 4 tỉ đô la cho các nước Tây Âu. Đến khi kế hoạch này kết thúc hồi cuối năm 1951, hơn 12 tỉ đô la đã được đóng góp. Năm 1948, Ủy ban Mỹ phụ trách châu Âu được thành lập do William Donovan đứng đầu, cấp phó của William Donovan trong ủy ban này là Allen Dulles, về sau trở thành Giám đốc Cục tình báo Mỹ (CIA).
Kế hoạch Marshall cũng là một phần trong kế hoạch chính trị của Mỹ nhằm tăng cường sự ảnh hưởng của Mỹ đối với các nước Đồng minh Tây Âu và chống lại Liên Xô, cũng như để tạo thuận lợi cho việc kinh doanh của các tập đoàn đa quốc gia Mỹ tại Tây Âu. Để phục vụ mục đích này, Mỹ đã viện trợ kinh tế cho cả chính quyền phát xít Tây Ban Nha, cũng như viện trợ chiến phí cho thực dân Pháp, thực dân Hà Lan quay trở lại xâm chiếm Đông Nam Á. Tuy vậy, nó cũng tạo lợi ích cho kinh tế các nước Tây Âu, giúp các nước này hồi phục kinh tế.
Trong những năm từ 1948 đến năm 1952, các nước Tây Âu phát triển nhanh. Tình trạng nghèo đói cùng cực sau chiến tranh đã kết thúc. Tây Âu bước vào một thời kỳ tăng trưởng nhanh kéo dài hai thập kỷ, cho phép chất lượng cuộc sống được cải thiện nhanh. Viện trợ từ Kế hoạch Marshall cũng giúp các quốc gia Tây Âu nới lỏng các biện pháp khắc khổ và chế độ phân phối, giảm thiểu bất mãn và mang lại ổn định chính trị. Ảnh hưởng của chủ nghĩa cộng sản tại Tây Âu bị giảm sút mạnh mẽ, trên toàn khu vực, các đảng cộng sản Tây Âu mất dần sự ủng hộ của dân chúng trong những năm tiếp theo của Kế hoạch Marshall. Trong khi đó Stalin ngăn chặn không cho phép các nước Đông Âu tham gia kế hoạch này, ông coi kế hoạch này là mối đe dọa nghiêm trọng cho sự kiểm soát của Liên Xô với khối Đông Âu, và tin rằng nó sẽ khiến chủ nghĩa tư bản nổi lên ở các quốc gia Đông Âu. Để đáp trả, Liên Xô đã thiết lập COMECON như một lời cự tuyệt cho Kế hoạch. Sự phục hồi kinh tế ở các nước xã hội chủ nghĩa Đông Âu diễn ra chậm hơn so với Tây Âu, và nền kinh tế đã không bắt kịp với các nước Tây Âu, dẫn đến khoảng cách giàu nghèo giữa Đông và Tây Âu.
Kế hoạch Marshall nhìn chung nhận được phản ứng tích cực, nhưng cũng nhận phải một số chỉ trích. Noam Chomsky, một học giả cánh tả có xu hướng chống chủ nghĩa đế quốc và chủ nghĩa thực dân, trong một bài viết đã cáo buộc rằng số tiền mà người Mỹ viện trợ cho Pháp và Hà Lan đã được những quốc gia này sử dụng cho những cuộc xâm chiếm quân sự của họ ở Đông Nam Á. George McTurnan Kahin cho rằng Hà Lan đã sử dụng một phần lớn số viện trợ để tái chiếm Indonesia trong Chiến tranh giành độc lập Indonesia. Noam Chomsky cho rằng kế hoạch Marshall có căn nguyên là để "thiết lập nền móng cho các công ty xuyên quốc gia lớn của Mỹ", qua đó tăng cường sự khống chế kinh tế Tây Âu của các tập đoàn tư bản Mỹ Ludwig von Mises thì tin rằng "Sự trợ cấp của Mỹ khiến cho các chính phủ châu Âu có thể che giấu phần nào các ảnh hưởng tai hại của các chính sách mang tính xã hội mà họ thực hiện." Ông cũng chỉ trích viện trợ nước ngoài cho Tây Âu, rằng nó tạo ra kẻ thù ý thức hệ, bóp nghẹt nền kinh tế tự do mà thay vào đó là sự lệ thuộc vào nguồn viện trợ Mỹ.
Một số chỉ trích khác cho rằng Kế hoạch Marshall thực chất là một bản giao kèo, theo đó Mỹ sẽ giúp đỡ tài chính và kinh tế cho các nước châu Âu để đổi lại sự nhượng bộ chính trị đối với Mỹ của các quốc gia trên châu lục này. Theo đó, Mỹ có quyền tác động vào các cuộc bầu cử quốc hội và thành lập chính phủ các nước châu Âu, đồng thời vô hiệu hóa vai trò của Tổng thống Pháp vào thời điểm đó là Tướng Charles de Gaulle, một người đi theo chủ nghĩa dân tộc độc lập, và đưa các chính khách thân Mỹ lên nắm quyền ở các nước châu Âu. Mục tiêu chủ yếu của Đề án này là từng bước khiến các nước châu Âu từ bỏ chủ quyền quốc gia, và thay vào đó là một trung tâm kiểm soát châu Âu nằm dưới sự kiểm soát của Mỹ.

### Viện trợ cho Tây Berlin
Hiểu rằng Stalin sẽ không bao giờ đồng ý việc thống nhất nước Đức trong khi phải nhân nhượng phe Đồng minh phương Tây, ba nước Đồng minh Tư bản phương Tây là Anh-Pháp-Mỹ quyết định nhập ba vùng phụ thuộc vào, thành lập Cộng hòa Liên bang Đức (không phải Cộng hòa Liên bang Đức ngày nay), hay còn gọi là Tây Đức. Liên Xô thành lập Cộng hòa Dân chủ Đức, hay Đông Đức, dười sự lãnh đạo của đảng Cộng sản Đức. Thủ đô của Đức – Berlin - tuy nằm trong lãnh thổ Đông Đức, bị chia cắt thành hai: Đông Berlin là thủ đô của Đông Đức và Tây Berlin là lãnh thổ đặc biệt của Tây Đức.

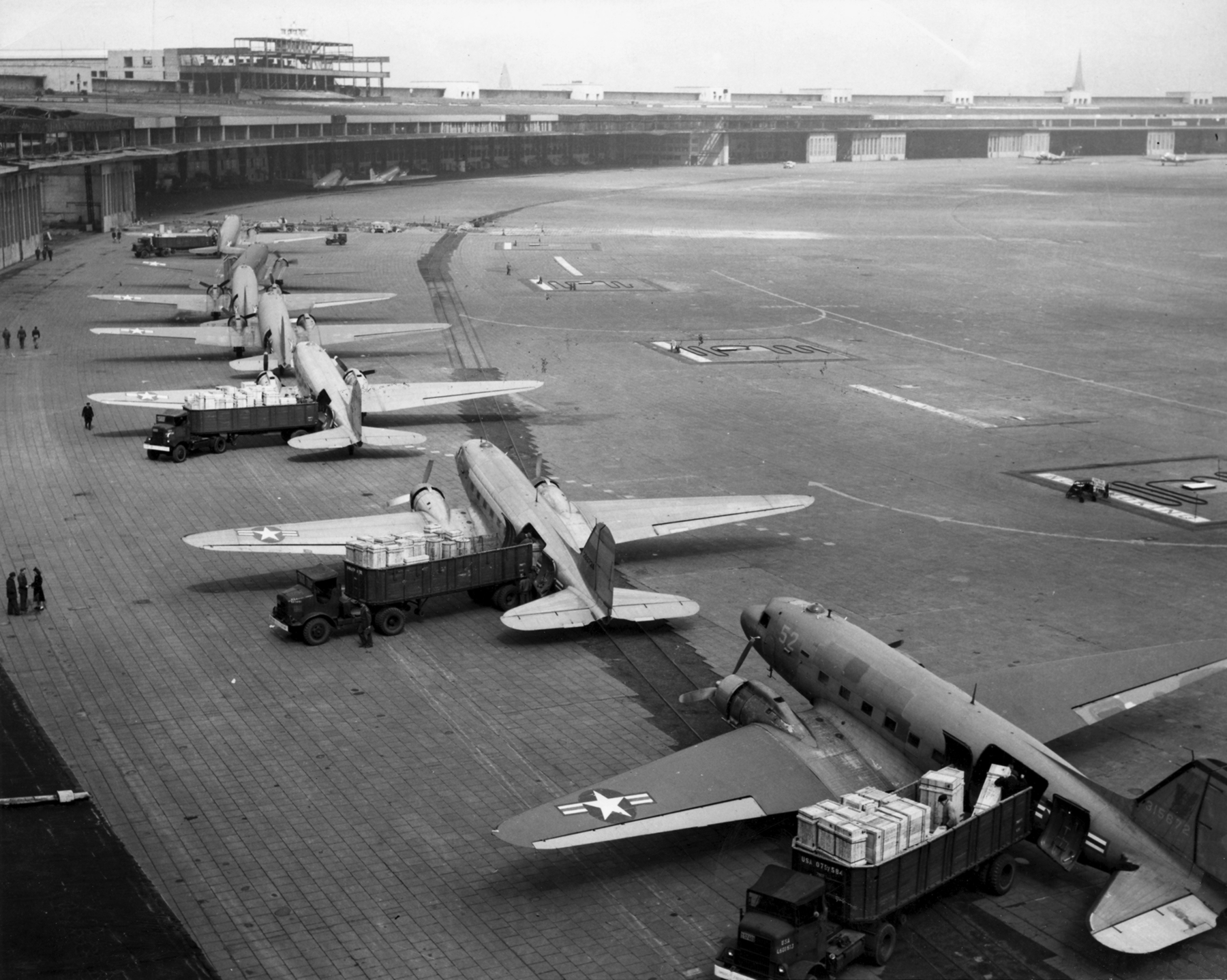
Căn cứ không quân Rhein-Main của Mỹ giúp bảo trì các máy bay trong chiến dịch viện trợ Tây Berlin

Tại 2 vùng có chế độ kinh tế khác hẳn nhau: ở Tây Đức lương công nhân cao hơn, mặt hàng đa dạng hơn, nhưng ở Đông Đức thì có chi phí sinh hoạt rẻ, được miễn phí y tế, giáo dục. Có khoảng 50.000 người Đông Đức, hay còn gọi là Grenzgängers hằng ngày vẫn vượt qua ranh giới 2 vùng, làm việc ở Tây Đức để được nhận mức lương cao hơn, nhưng lại trở về sinh sống và cư ngụ ở Đông Đức do chi phí sinh hoạt rẻ hơn. Với hàng hóa cơ bản, chính phủ Đông Đức trợ cấp cho người dân. Ngược lại, ở Tây Đức có kinh tế thị trường nhiều người bán, nhiều người mua. Tận dụng điều này, thị trường chợ đen phát triển nhanh: người Tây Đức mua lương thực, thực phẩm với giá tương đối rẻ ở Đông Đức, trong khi người Đông Đức mua các hàng hóa tiêu dùng cao cấp mà Đông Đức rất khan hiếm.
Để đối phó, Stalin quyết định đóng cửa con đường này và đóng các con đường giao thông vào Tây Berlin. Cuộc bủa vây này gây ra sự thiếu hụt lương thực và đồ tiêu dùng cho 2,5 triệu người ở Tây Berlin.
Truman không muốn đe dọa vũ trang để mở lại các mối giao thông vào Tây Berlin mà ông cũng không muốn Tây Berlin rơi vào tay của Liên Xô. Cho nên Truman quyết định các chiến dịch viện trợ cho Tây Berlin bằng cách thả hàng viện trợ xuống từ trên không. Trong vòng 15 tháng, quân đội Anh và Mỹ cung cấp 200.000 chuyến bay cung cấp lương thực, nhiên liệu. Mỗi ngày 13.000 tấn hàng hóa được viện trợ cho Tây Berlin.
Tháng 5 năm 1949, Stalin tháo bỏ lệnh phong tỏa Tây Berlin. Chiến dịch viện trợ của liên minh Anh-Mỹ cũng ngừng vào tháng 9 cùng năm.

### Sự hình thành các khối liên hiệp
NATO
Liên Hợp Quốc là một ủy ban tín nhiệm trong việc giúp đỡ phục hồi kinh tế các nước trên thế giới. Tuy nhiên, Liên Xô cũng là một thành viên, nhiều chính sách đưa ra bị Liên Xô bác bỏ vì tin rằng nó là con bài cho sự bành trướng của Tư bản Phương tây. 1946, Louis St. Laurent, bộ trưởng bộ ngoại giao Canada đưa ra ý tưởng thành lập một "liên minh chuộng hòa bình" để giúp châu Âu chống lại những sự chi phối của Liên Xô. Các nhà lãnh đạo Mỹ tỏ ra quan tâm đến ý tưởng trên, mặc dù có người không đồng tình, cho rằng việc thành lập một ủy ban như vậy có thể dẫn đến chiến tranh.
Tháng 4 năm 1949, Canada, Mỹ tham gia với Bỉ, Anh, Đan Mạch, Pháp, Iceland, Ý, Luxembourg, Hà Lan, Na Uy, Bồ Đào Nha thành lập Tổ chức Hiệp ước Bắc Đại Tây Dương (North Atlantic Treaty Organization hay NATO).
Sự thành lập liên minh NATO có ý nghĩa lớn trong lịch sử Mỹ, chấm dứt chính sách cô lập của Mỹ đối với các vấn đề châu Âu. Tuy nhiên, việc NATO ra đời khiến Liên Xô rất bất an, bởi việc Mỹ thành lập một liên minh quân sự gồm nhiều nước ngay sát Liên Xô là một mối đe dọa an ninh rất lớn với nước này. Quyền chi phối NATO thuộc về Mỹ, nếu Mỹ huy động quân đội các nước NATO để phát động tấn công Liên Xô, thì Liên Xô sẽ bị bao vây và phải chống đỡ với rất nhiều kẻ thù cùng một lúc.
Khối Warszawa
Để đáp trả việc NATO ra đời, Liên Xô thành lập khối Hiệp ước Warszawa (Организация Варшавского договора) gồm Liên Xô và các nước đồng minh trong phe xã hội chủ nghĩa ở châu Âu (Albania, Ba Lan, Hungary, Bulgaria, Cộng hoà dân chủ Đức, Tiệp Khắc, Romania).
Ngày 31 tháng 3 năm 1954, để giảm căng thẳng ngoại giao giữa 2 bên, Bộ Ngoại giao Liên Xô đề nghị cho nước này gia nhập NATO với điều kiện liên minh này đứng trung lập. Ngày 7 tháng 5 năm 1954, Mỹ, Anh và Pháp bác bỏ đề nghị với lý do việc kết nạp Liên Xô là "không phù hợp với tôn chỉ phòng thủ và dân chủ" của khối.

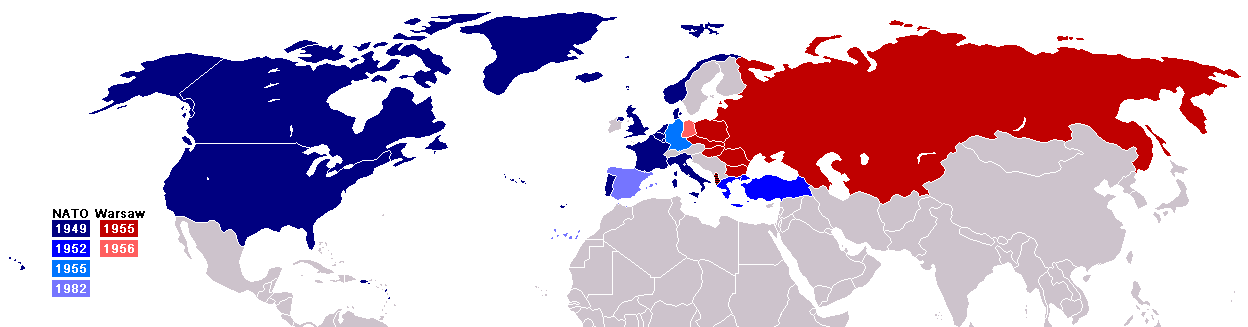
Sự đối đầu giữa NATO và Khối Warszawa

- Sự ra đời của NATO và khối Hiệp ước Warszawa đã đánh dấu sự xác lập của cục diện 2 cực, 2 phe. "Chiến tranh lạnh" đã bao trùm toàn thế giới.
- Liên minh kinh tế Warszawa cũng đồng thời xuất hiện

### Sự lớn mạnh của chủ nghĩa cộng sản
Liên Xô và vũ khí hạt nhân
Năm 1949, Liên Xô thành công trong việc chế tạo vũ khí hạt nhân, xóa bỏ thế độc quyền về công nghệ hạt nhân của Hoa Kỳ. Để lấy lại ưu thế, Truman phê chuẩn việc nghiên cứu bom nhiệt hạch tại Hoa Kỳ.
Cũng vào thời điểm này, Truman thành lập Ủy ban An ninh Liên bang (Federal Civil Defense Administration) nhằm thành lập các phương tiện truyền thông cho nhân dân về việc đối phó với chiến tranh hạt nhân (thành lập hầm chống bom,...) nhưng thực tế không hiệu quả.
Đảng cộng sản Trung Quốc chiến thắng
Sau khi chống lại Phát xít Nhật, uy tín của nhà lãnh đạo Đảng cộng sản Mao Trạch Đông lên cao. Mỹ giúp đỡ Tưởng Giới Thạch chống lại Mao Trạch Đông. Nhưng về sau Mỹ chấm dứt viện trợ vì cho rằng sự nắm quyền của Mao Trạch Đông là không thể tránh khỏi. Năm 1949, Đảng Cộng sản Trung Quốc giành thắng lợi, chính quyền Quốc dân đảng của Tưởng Giới Thạch buộc phải rút ra đảo Đài Loan. Nước Cộng hòa Nhân dân Trung Hoa được thành lập và liên minh với Liên Xô. Tình trạng thù địch tiếp diễn giữa những người Cộng sản trên lục địa và những người Quốc gia ở Đài Loan kéo dài trong suốt cuộc Chiến tranh Lạnh. Dù Hoa Kỳ từ chối giúp đỡ Tưởng Giới Thạch trong hy vọng "khôi phục lục địa" của ông, họ vẫn tiếp tục giúp đỡ Trung Hoa Dân Quốc về quân sự và chuyên gia để ngăn Đài Loan rơi vào tay Cộng hoà Nhân dân Trung Hoa. Nhờ sự hỗ trợ của phương Tây (đa phần các nước phương Tây tiếp tục công nhận Trung Hoa Dân Quốc là chính quyền hợp pháp duy nhất của Trung Quốc), Trung Hoa Dân Quốc tại Đài Loan giữ được vai trò đại diện của Trung Quốc tại Liên hiệp quốc cho tới năm 1971, khi Cộng hoà Nhân dân Trung Hoa giành được vị trí này.

### Chiến tranh Lạnh và tác động trong lòng nước Mỹ
Vào khoảng thời kỳ khủng hoảng kinh tế thế giới, số lượng người Mỹ tham gia vào đảng cộng sản tăng lên, chủ yếu là do suy nghĩ rằng cuộc khủng hoảng trên là điểm yếu, là dấu hiệu sụp đổ của chủ nghĩa tư bản. Một lần nữa, "Nỗi sợ Đỏ" (Red Scare) – sợ những tư tưởng của chủ nghĩa cộng sản - tồn tại trên đất Mỹ. Mối lo sợ những người cộng sản trong chính quyền Mỹ lên cao, điều này dẫn đến những cuộc đàn áp chống cộng mang tính cực đoan, vi phạm hiến pháp và trái với tư tưởng Mỹ từ khi lập quốc.
Về đối nội, tại Mỹ đầu thập niên 1950, các thế lực chống cộng cực đoan nắm quyền, McCarthy và J. Edgar Hoover thực hiện các chiến dịch chống cộng gồm theo dõi, phân biệt đối xử, sa thải, khởi tố và bắt giam nhiều người bị xem là đảng viên cộng sản hoặc ủng hộ chủ nghĩa cộng sản. Một bộ phận trong số những nạn nhân bị mất việc, bị bắt giam hoặc bị điều tra quả thật có quan hệ trong hiện tại hoặc trong quá khứ với Đảng Cộng sản Hoa Kỳ. Nhưng đại bộ phận còn lại có rất ít khả năng gây nguy hại cho nhà nước và sự liên quan của họ với người cộng sản là rất mờ nhạt. Chính phủ Mỹ đẩy mạnh tuyên truyền để công chúng nghĩ rằng những người cộng sản là mối đe dọa đối với an ninh quốc gia.
Truman thành lập những chương trình chống các gián điệp của Liên Xô thâm nhập vào chính quyền của Mỹ... các chương trình này điều tra hàng triệu nhân viên chính phủ, trong đó khoảng vài trăm người bị buộc từ chức.
Quốc hội Mỹ cũng có tổ chức riêng để bảo vệ an ninh quốc gia. HUAC (House Un-American Activities Committee - Ủy ban Hạ viện Kiểm Tra Hành Động Bất Hợp Hoa Kỳ) được thành lập năm 1938, giúp điều tra các phần tử không trung thành. Đặc biệt là Hollywood vì Hollywood được cho là có ảnh hưởng mạnh mẽ đến tư tưởng của nhân dân.
Chính sách McCarren-Walter: Cùng với Truman và Quốc hội Mỹ, thượng nghị sĩ Pat MacCarren cũng tham gia vào phong trào chống cộng sản ở Mỹ. Tuy nhiên, ông không nhắm tới các công dân Mỹ mà nhắm tới các "phần tử không trung thành" là thành phần nhập cư từ các vùng mà chủ nghĩa cộng sản đang thống trị.

## Thập niên 1950

### Mỹ Latinh
Nếu như mục tiêu của Mỹ trong những năm đầu của Chiến tranh Lạnh là ngăn chặn sự lan rộng của chủ nghĩa cộng sản, giai đoạn này Mỹ chủ động hơn với việc "đẩy lùi" chủ nghĩa đó. Tuy nhiên, tổng thống lúc bấy giờ, Dwight D. Eisenhower, muốn tránh các đụng chạm với Liên Xô.
Mỹ đã thiết lập các chế độ ủng hộ mình bằng can thiệp quân sự, tài trợ cho phe đối lập hoặc hỗ trợ đảo chính (Mỹ có nhiều đầu tư trục lợi vào kinh tế của các nước Nam Mỹ).
Năm 1954, CIA cho rằng những nhà lãnh đạo của Guatemala ủng hộ chủ nghĩa xã hội, và sau đó Mỹ đã lật đổ chính quyền ở đây (Đảo chính Guatemala năm 1954). Chiến dịch tình báo của CIA hỗ trợ cuộc đảo chính này có mật danh là Operation PBSUCCESS. CIA đã tuyển dụng và đào tạo một đơn vị lính đánh thuê nhỏ dưới sự chỉ huy của một người Guatemala lưu vong tên là Carlos Castillo Armas để chiếm đóng Guatemala, với 30 máy bay Mỹ không mang phù hiệu để hỗ trợ đường không. Đại sứ Mỹ Peurifoy chuẩn bị danh sách những người Guatemala cần xử tử. Cuộc đảo chính dẫn tới việc nhà độc tài quân sự Carlos Castillo Armas lên nắm quyền, người đầu tiên trong một loạt các nhà cai trị độc tài được Hoa Kỳ hậu thuẫn ở Guatemala. Cuộc đảo chánh đã bị chỉ trích rộng rãi trên trường quốc tế và tạo nên tâm lý chống Mỹ lâu dài ở Mỹ Latinh. Cố gắng bào chữa cho cuộc đảo chính, CIA đã khởi động Operation PBHISTORY, tìm kiếm bằng chứng về ảnh hưởng của Xô viết ở Guatemala, nhưng bị thất bại. Castillo Armas nhanh chóng thể hiện quyền lực độc tài, cấm phe đối lập, giam giữ và tra tấn các đối thủ chính trị, và đảo ngược các cải cách xã hội của Cách mạng. Gần bốn thập kỷ của cuộc nội chiến tiếp theo, những du kích cánh tả đã chiến đấu với một loạt các chế độ độc tài thân Mỹ tại Guatemala. Có ít nhất 200.000 người đã bị giết, phần lớn là thường dân. Đỉnh điểm của cuộc chiến là chiến dịch diệt chủng ở Ixil của tổng thống Rios Montt.
Vị thế của Mỹ tại Mỹ latinh bị ảnh hưởng nghiêm trọng sau thắng lợi của Cách mạng Cuba năm 1958 do Fidel Castro lãnh đạo đã lật đổ chế độ độc tài thân Mỹ Fulgencio Batista. Fidel Castro sau đó tuyên bố đưa Cuba đi theo con đường xã hội chủ nghĩa. Đây dược coi là một chiến thắng của Liên bang Xô viết, với việc họ có được một đồng minh chỉ cách vài dặm từ bờ biển Hoa Kỳ.

### Châu Á
Trong thời kỳ Chiến tranh thế giới thứ hai, Triều Tiên chịu sự cai trị của Phát xít Nhật. Sau khi Nhật thua trận, theo thỏa thuận giữa 2 bên, Liên Xô tiến quân vào miền Bắc, còn Mỹ tiến quân vào miền Nam Triều Tiên. Tại mỗi vùng đã thành lập riêng rẽ 2 nhà nước khác nhau. Bắc Triều Tiên theo chế độ xã hội chủ nghĩa được Liên Xô hậu thuẫn và Nam Triều Tiên theo đường lối tư bản chủ nghĩa được Mỹ ủng hộ. Hai miền lấy vĩ tuyến 38 làm ranh giới tạm thời. Năm 1949, Mỹ và Liên Xô rút khỏi Triều Tiên. Theo kế hoạch thì sẽ thành lập chính phủ chung trên cả nước, nhưng Chính phủ 2 miền không công nhận lẫn nhau, và đều tuyên bố mình là chính phủ hợp pháp duy nhất của toàn nước Triều Tiên. Sau các căng thẳng ngày càng tăng giữa 2 miền Triều Tiên, tháng 6 năm 1950, Quân đội Bắc Triều Tiên của Kim Nhật Thành tấn công Nam Triều Tiên. Sợ rằng nước Triều Tiên cộng sản dưới sự lãnh đạo của Kim Nhật Thành có thể đe doạ Nhật Bản và cổ vũ các phong trào cách mạng cộng sản khác ở châu Á, Truman ra lệnh cho các lực lượng Hoa Kỳ và với sự giúp đỡ của Liên hiệp quốc phản công lại cuộc tấn công từ Bắc Triều Tiên. Người Liên Xô tẩy chay các cuộc gặp của Hội đồng Bảo an Liên hiệp quốc và phản đối việc Hội đồng không giao ghế cho Cộng hoà Nhân dân Trung Hoa và vì thế đã không thể phủ quyết việc Hội đồng thông qua hành động của Liên hiệp quốc phản đối cuộc tấn công của Bắc Triều Tiên. Một lực lượng phối hợp của Liên hiệp quốc với các quân nhân của Nam Triều Tiên, Hoa Kỳ, Anh Quốc, Thổ Nhĩ Kỳ, Canada, Australia, Pháp, Philippines, Hà Lan, Bỉ, New Zealand và các nước khác cùng ngăn chặn cuộc tấn công. Trung Quốc sau đó cũng đã đem quân hỗ trợ Bắc Triều Tiên, khiến cho chiến sự leo thang quyết liệt. Một thoả thuận ngừng bắn được thông qua vào tháng 7 năm 1953, tuy vậy bán đảo Triều Tiên vẫn bị chia cắt cho đến ngày nay dù 2 miền Triều Tiên đang nỗ lực xây dựng nền hòa bình lâu dài và bền vững mà tái thống nhất đất nước họ lại thành 1 chính quyền trung ương duy nhất ở tại xứ sở và dân tộc này.

### Việt Nam
Eisenhower lên nhậm chức sau khi kết thúc Chiến tranh Triều Tiên. Mỹ viện trợ Pháp trong việc tái xâm lược các thuộc địa của họ ở Đông Dương, trong đó có Việt Nam. Chính phủ Việt Nam Dân chủ Cộng hòa nối dậy kháng chiến và cuối cùng đã đánh bại Pháp năm 1954. Sau khi Pháp thất bại, Hoa Kỳ nhảy vào thế chân, lập nên chế độ Việt Nam Cộng Hòa nhằm chia cắt Việt Nam. Liên Xô, Trung Quốc và các nước XHCN viện trợ cho Việt Nam Dân chủ Cộng hòa tại miền Bắc và Mặt trận Dân tộc Giải phóng miền Nam Việt Nam tại miền Nam tiến hành cuộc chiến tranh chống Mỹ, thống nhất đất nước năm 1976.

### Lào
Nội chiến Lào bắt đầu tháng 5 năm 1959 với việc Hoa Kỳ tham gia can thiệp vào tình hình Đông Dương.

### Trung Đông
Mỹ cũng thực hiện những kế hoạch tại các nước Ả Rập với nguồn dầu hỏa trù phú để các nước này không ủng hộ Liên Xô (năm 1952, cố gắng thiết lập lại chính quyền thân Mỹ).
Mỹ và Anh đã hậu thuẫn cho vụ đảo chính tại Iran năm 1953 nhằm lật đổ thủ tướng Mosaddegh, người đã dám giành lại quyền kiểm soát ngành khai thác dầu mỏ Iran khỏi tay các nước phương Tây. CIA chi hàng triệu USD để mua chuộc các quan chức và trả cho các băng đảng để gây bạo loạn trên đường phố Tehran. Mossadegh cuối cùng cũng bị lật đổ và vua Shah (Mohammed Reza Pahlevi) trở về nắm quyền. Với sự ủng hộ mạnh mẽ từ phía Anh và Mỹ, triều đình Shah trao cho phương Tây các ngành công nghiệp Iran và đàn áp phe đối lập trong tầng lớp tăng lữ Hồi giáo Shia và những người ủng hộ dân chủ. Chế độ của Shah bị nhân dân căm ghét: Quần chúng nhận thức rằng Shah chịu ảnh hưởng lớn - nếu không nói là con rối - của thế lực phi Hồi giáo phương Tây (Hoa Kỳ), rằng văn hóa hưởng thụ Hoa Kỳ đang làm ô uế đất nước Iran; rằng chế độ của Shah quá thối nát và ngông cuồng. Tất cả dẫn tới cuộc cách mạng Iran năm 1979.
1957, Eisenhower tuyên bố Chính sách Eisenhower, trong đó nói lên rằng Mỹ sẽ dùng vũ trang để "bảo vệ nền tự chủ của một quốc gia hay một nhóm quốc gia ở Trung Đông trước sự đe dọa của các thái độ thù nghịch". Tới cuối thập niên 1950, Tình báo Mỹ đã tiến hành hơn 200 chiến dịch bí mật ở nước ngoài, chủ yếu là can thiệp vào các tiến trình chính trị tại các quốc gia độc lập có xu hướng ủng hộ chủ nghĩa xã hội.
Trong giai đoạn 1948-1982, Mỹ viện trợ tích cực cho Israel tiến hành các cuộc chiến tranh với các nước Ả rập. Israel đã chiếm đóng toàn bộ nước láng giềng Palestine, có những giai đoạn còn chiếm đóng một phần lãnh thổ Ai Cập và Syria.

### Sự kiện Hungary năm 1956

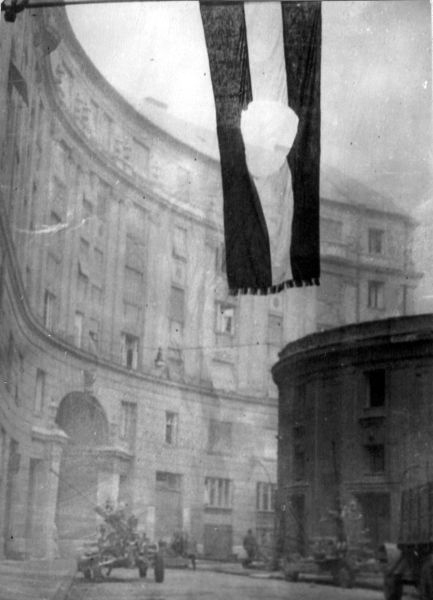
Người Hungary tụ tập quanh đầu của tượng Stalin tại Budapest.Lá cờ, với một lỗ mà biểu tượng cộng sản đã bị cắt ra, trở thành biểu tượng của cuộc cách mạng.

Sau thế chiến II Hungary trở thành một nhà nước theo thể chế Xã hội chủ nghĩa, dưới sự lãnh đạo chuyên chính khắt khe của Thủ tướng Rákosi Mátyás.. Dưới sự lãnh đạo của Mátyás, chính phủ Hungary trở thành một trong những chính phủ hà khắc nhất ở châu Âu. Trước những chính sách sai lầm của chính phủ Mátyás, nhân dân Hungary trở nên tức giận. Sự từ chức của Mátyás vào tháng 7 năm 1956 đã khuyến khích sinh viên, các nhà văn và nhà báo trở nên sôi nổi và mạnh dạn chỉ trích chính trị hơn. Trong buổi chiều ngày 23 tháng 10 năm 1956, gần 20.000 người biểu tình Hungary đưa ra một danh sách Các yêu cầu của Cách mạng Hungary năm 1956, gồm cả việc bầu cử tự do, các hội đồng độc lập và điều tra các hành động của Stalin và Rákosi tại Hungary. Theo lệnh của Bộ trưởng quốc phòng Liên Xô Georgy Zhukov, xe tăng Liên Xô tiến vào Budapest, nhưng lính Liên Xô có lệnh không được nổ súng Những người biểu tình tấn công vào Toà nhà nghị viện, khiến chính phủ phải sụp đổ..
Chính phủ mới của Imre Nagy lên nắm quyền lực trong cuộc cách mạng đã giải tán cảnh sát mật Hungary, đồng thời tuyên bố ý định rút khỏi Khối hiệp ước Warsaw và cam kết chính sách bầu cử mới. Bạo động nhanh chóng lan ra khắp Hungary, hàng nghìn người tự tổ chức thành các nhóm vũ trang, họ lùng tìm và giết hại các thành viên của Cảnh sát an ninh nhà nước (ÁVH) và binh lính Liên Xô. Các biểu tượng của chủ nghĩa cộng sản như sao đỏ và các tượng đài tưởng niệm chiến tranh Xô-Đức bị tháo bỏ, và những cuốn sách về chủ nghĩa Cộng sản bị đốt cháy. Những người cộng sản ủng hộ Liên Xô và các thành viên ÁVH thường bị các nhóm vũ trang này hành quyết hay bỏ tù, trong khi những trại giam bị phá và tù nhân được trang bị vũ khí. Nhiều đội vũ trang tự phát nổi lên, như nhóm 400 tay súng do József Dudás chỉ huy, chuyên tấn công hay giết hại những người có thiện cảm với Liên Xô và các thành viên ÁVH.. Một cuộc ngừng bắn được thu xếp ngày 28 tháng 10, và tới ngày 30 tháng 10 hầu hết quân đội Liên Xô đã rút khỏi Budapest về các trại đồn trú ở vùng nông thôn Hungary.
Sau một số cuộc tranh luận, ngày 30 tháng 10 Ban lãnh đạo Liên Xô quyết định không lật đổ chính phủ mới của Hungary. Tuy nhiên sau sự kiện những người phản kháng có vũ trang tấn công biệt đội ÁVH bảo vệ các trụ sở của Đảng Công nhân Lao động Hungary tại Budapest ở Köztársaság tér (Quảng trường Cộng hoà) nhằm trả thù cho những vụ bắn súng vào người biểu tình bởi ÁVH tại thành phố Mosonmagyaróvár  Bộ chính trị Liên Xô chuyển sang lập trường trấn áp cuộc cách mạng với một lực lượng lớn của Liên Xô tiến vào Budapest và các vùng khác của nước này. Ước tính có khoảng 200.000 người bỏ trốn khỏi Hungary, khoảng 26.000 người Hungary bị chính phủ mới của János Kádár (một người thân Liên Xô) đem ra xét xử, trong số đó 13.000 người bị bỏ tù. Imre Nagy bị Tòa án tối cao Hungary tuyên án tử hình cùng với Pál Maléter và Miklós Gimes, sau những phiên toà bí mật tháng 6 năm 1958. Tới tháng 1 năm 1957, chính phủ Hungary đã dập tắt mọi sự đối lập công cộng. Những hành động trấn áp mạnh tay đã khiến nhiều người theo Chủ nghĩa Mác ở phương Tây trở nên xa lánh, tuy vậy nó đã làm tăng cường quyền kiểm soát của các Đảng cộng sản ở mọi quốc gia cộng sản Đông Âu. Động thái của Liên Xô đã khiến nhiều người phương Tây bất ngờ, tuy vậy họ không có hành động gì can thiệp. Việc Hoa Kỳ không hành động đã khiến nhiều người Hungary nổi giận và thất vọng. Chương trình phát thanh của đài Voice of America và những bài phát biểu của Tổng thống Dwight D. Eisenhower và Ngoại trưởng John Foster Dulles trước đó đã gợi ý rằng Hoa Kỳ ủng hộ việc "giải phóng người dân bị giam cầm" ở các nước cộng sản. Tuy nhiên, khi Liên Xô trấn áp người biểu tình ở Hungary, Hoa Kỳ đã không làm gì ngoài việc đưa ra những tuyên bố công khai bày tỏ sự thông cảm với hoàn cảnh của họ.

### Khủng hoảng kênh đào Suez 1956

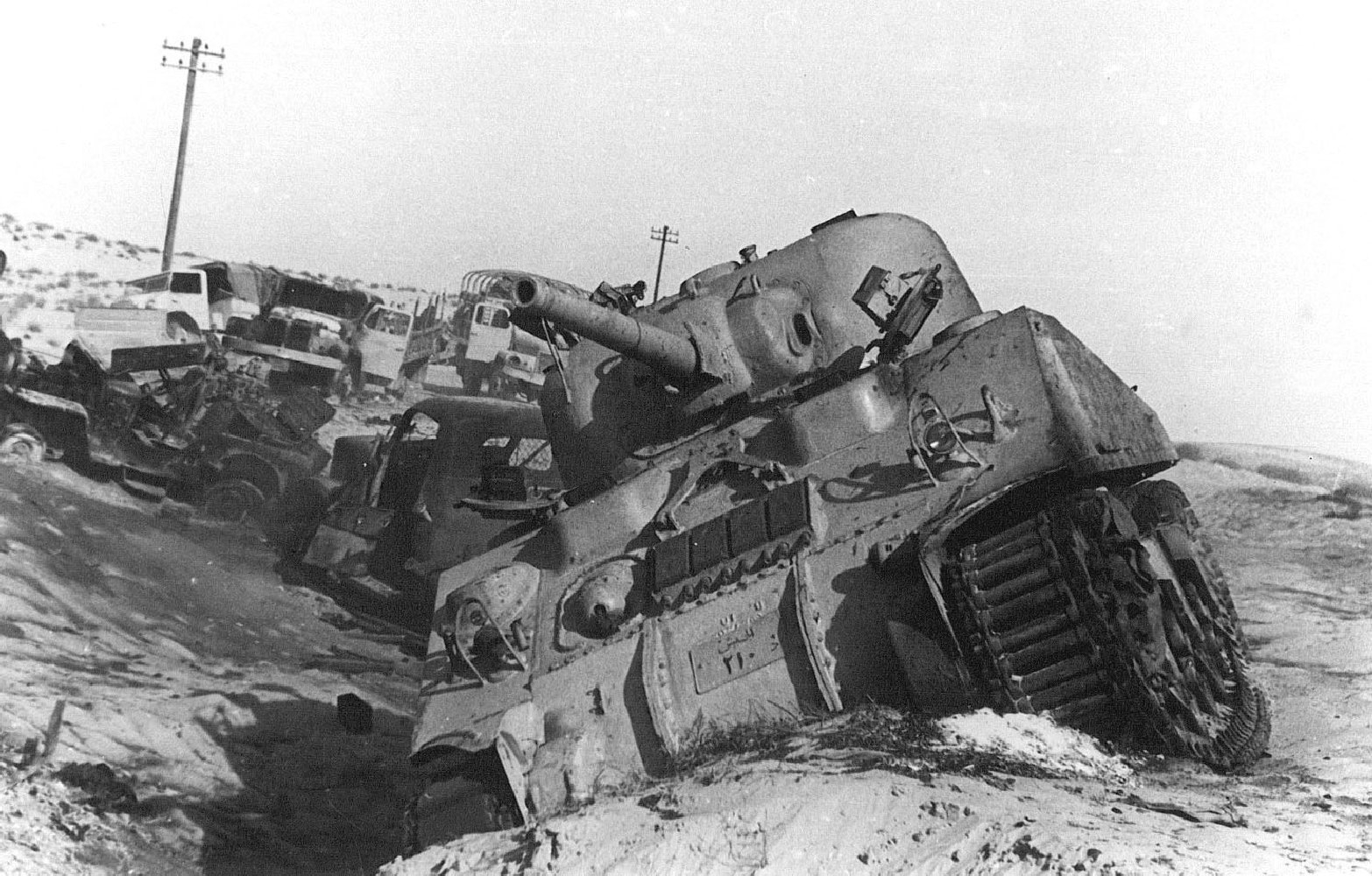
Quân Israel chuẩn bị cho trận đánh tại bán đảo Sinai.

Liên quân Vương quốc Anh, Pháp, Israel (với sự hậu thuẫn của Mỹ) tấn công vào lãnh thổ Ai Cập, bắt đầu từ ngày 29 tháng 10 năm 1956. Cuộc tấn công diễn ra sau quyết định của Ai Cập về việc quốc hữu hóa kênh đào Suez, và việc Ai Cập công nhận Cộng hòa Nhân dân Trung Hoa (một quốc gia xã hội chủ nghĩa) trong thời kỳ đỉnh điểm căng thẳng giữa Trung Quốc và Đài Loan.
Liên minh giữa ba quốc gia, đặc biệt là Israel, đã khá thành công trong việc tạm chiếm kênh đào Suez, nhưng Liên Xô đe dọa can thiệp quân sự để cứu nguy cho Ai Cập, nếu liên quân không chịu rút lui. Lo ngại chiến tranh leo thang thành cuộc thế chiến mới, Mỹ đe dọa cấm vận kinh tế Israel, cắt nguồn cung dầu cho Anh nếu họ không rút khỏi khu vực Sinai, đây là điều gây bất ngờ cho Israel, Anh và Pháp, bởi Mỹ vốn là đồng minh của họ.
Tổn thất về chính trị với Anh, Pháp và Israel sau chiến dịch quân sự này là cực kỳ lớn. Quan hệ Anh - Mỹ bị tổn hại nghiêm trọng, trong khi vị thế Liên Xô được tăng cường tại Trung Đông như là một người bảo vệ cho các nước Ả Rập khỏi chủ nghĩa thực dân phương Tây. Thủ tướng Anh Anthony Eden từ chức, Israel miễn cưỡng rút quân. Tổng thống Ai Cập Nasser không bị lật đổ và trở thành anh hùng trong thế giới Arab, và kênh đào Suez vẫn thuộc về Ai Cập.

## Thập niên 1960

### Sự kiện vịnh con Lợn và cuộc Khủng hoảng tên lửa Cuba
Hy vọng lặp lại thành công ở Guatemala và Iran năm 1961, CIA viện dẫn cuộc di tản quy mô lớn tới Hoa Kỳ sau khi Castro lên nắm quyền, đã huấn luyện và trang bị một nhóm vũ trang là người Cuba lưu vong đổ bộ xuống Vịnh con Lợn, nơi họ tìm cách tạo ra một cuộc nổi dậy chống chế độ Castro. Không quân Mỹ cũng tham gia ném bom trong sự kiện này, làm khoảng 2000 - 4000 thường dân Cuba thiệt mạng. Tuy nhiên, cuộc tấn công đã thất bại nặng nề. Sau đó, Castro công khai tuyên bố ông là một người Marxist - Leninist và tạo lập Cuba trở thành nhà nước Cộng sản đầu tiên tại châu Mỹ và tiếp tục quốc hữu hoá các ngành công nghiệp chính của đất nước.
Chính phủ Liên Xô nắm lấy cơ hội từ cuộc xâm lược bất thành như một lý lẽ để thuyết phục Fidel cho phép quân đội Liên Xô đóng quân ở Cuba. Họ cũng quyết định đặt các tên lửa hạt nhân tầm trung ở Cuba, các tên lửa này đủ gần để có thể tấn công và hủy diệt lãnh thổ Hoa Kỳ. Liên Xô coi việc đặt các hệ thống tên lửa hạt nhân tại Cuba là một cách để đáp trả lại việc Mỹ bố trí các hệ thống tương tự tại Thổ Nhĩ Kỳ.
Để trả đũa, Tổng thống John F. Kennedy phong tỏa biển Caribe và lên kế hoạch tấn công Cuba, cả thế giới trở nên lo sợ trước nguy cơ về một cuộc chiến tranh thế giới thứ ba. Sau nhiều ngày căng thẳng, người Liên Xô quyết định rút tên lửa về nước, đổi lại Hoa Kỳ cam kết sẽ không xâm lược Cuba đồng thời rút các tên lửa của họ khỏi Thổ Nhĩ Kỳ. Sau cuộc chạm trán suýt nữa đã khiến thế giới xảy ra chiến tranh hạt nhân này, hai vị lãnh đạo đã cấm các vụ thử hạt nhân trong không trung và dưới mặt nước sau năm 1962. Người Liên Xô cũng bắt đầu một chiến dịch xây dựng lại quân đội trên diện rộng. Sự rút lui đã làm ảnh hưởng tới vị trí của Khrushchev, và ông nhanh chóng bị loại bỏ sau đó và được thay thế bởi Leonid Brezhnev.

### Khủng hoảng Berlin năm 1961

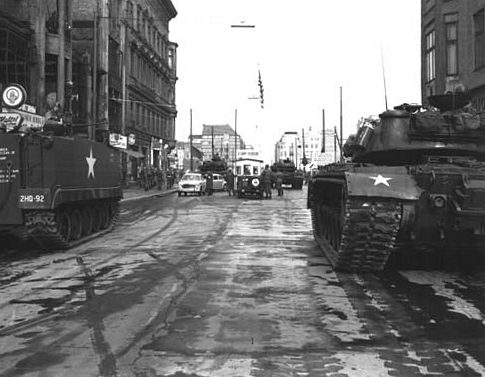
Xe tăng Liên Xô đối mặt với xe tăng Hoa Kỳ tại Chốt gác Charlie, 27 tháng 10 năm 1961

Mặc dù Đông Đức tăng cường canh giữ biên giới và hạn chế đi lại đối với công dân của mình, nhưng vẫn có hơn 3 triệu người Đông Đức trốn sang Tây Đức từ năm 1945 đến năm 1961, hầu hết trong số họ đi qua biên giới giữa hai thành phố Đông Berlin (Đông Đức) và Tây Berlin (Tây Đức).
Số người bỏ trốn này chiếm gần 1/5 dân số của Đông Đức khi đó, và chủ yếu là người trẻ, năng động và có học thức. Do đó việc di dân này là mối đe dọa cho sức mạnh kinh tế của Đông Đức và cuối cùng là cho sự tồn tại của quốc gia này 
Tháng 6, Liên Xô bất ngờ yêu cầu quân Đồng Minh rút ra khỏi Tây Berlin . Yêu cầu đã bị bác bỏ, vào ngày 13 tháng 8, Đông Đức đã đóng cửa biên giới giữa 2 thành phố Đông và Tây Berlin đồng thời dựng lên một hàng rào dây thép gai, về sau được mở rộng thành Bức tường Berlin nhằm ngăn chặn dòng người di cư sang phía tây . Bức tường đã chia cắt phần Tây Berlin với phần phía đông của thành phố và chia cắt với lãnh thổ của nước Cộng hòa Dân chủ Đức bao bọc chung quanh Tây Berlin. Bức tường này là một trong những biểu tượng nổi tiếng nhất của cuộc Chiến tranh Lạnh và của việc chia cắt nước Đức, vì vậy người dân Tây Đức đã gọi nó là "Bức tường ô nhục".
Một cuộc chạm trán trực tiếp có vẻ nguy hiểm giữa quân đội Mỹ và Xô Viết xảy ra vào ngày 27 tháng 10 năm 1961 tại Checkpoint Charlie trên đường Friedrich (Friedrichstraße) khi 10 chiếc tăng mỗi bên đã đỗ đối diện nhau ngay trước vạch ranh giới. Thế nhưng vào ngày hôm sau cả hai nhóm tăng đều được rút về. Cả hai phe đều không muốn vì Berlin mà cuộc Chiến tranh Lạnh sẽ leo thang hay cuối cùng là đi đến một thế chiến thứ 3.

### Mùa xuân Praha
Khi Alexander Dubček lên nắm quyền lực ở Tiệp Khắc, ông đã tiến hành một loạt các biện pháp nhằm phi tập trung hóa nền kinh tế và cải cách chính trị đất nước. Các quyền tự do được trao gồm nới lỏng các hạn chế với truyền thông, ngôn luận và đi lại . Dubček cũng tuyên bố rút Tiệp Khắc ra khỏi khỏi Khối hiệp ước Warszawa. Những cuộc cải cách diễn ra tại Tiệp Khắc đã không được Liên Xô ủng hộ, và một số lãnh đạo thân Liên Xô trong Đảng Cộng sản Tiệp Khắc (gồm Biľak, Švestka, Kolder, Indra, và Kapek) cũng phản đối Dubček, họ đã gửi một yêu cầu tới chính phủ Liên Xô đề nghị can thiệp Sau những cuộc đàm phán không thành công, Liên Xô đã gửi hàng nghìn quân của Khối hiệp ước Warszawa cùng xe tăng tấn công vào Tiệp Khắc  Cuộc tấn công được tiến hành theo Học thuyết Brezhnev, một chính sách buộc các quốc gia Khối Đông Âu gắn kết lợi ích quốc gia vào lợi ích của Khối như một tổng thể và thực thi quyền can thiệp của Xô viết nếu một quốc gia thuộc khối có biểu hiện đi theo tư bản chủ nghĩa. Lãnh đạo Tiệp Khắc ra lệnh không kháng cự nên sự kiện này diễn ra ít đổ máu, nhưng cuộc tấn công dẫn tới một làn sóng di cư gồm khoảng 70.000 người Séc trong giai đoạn đầu, và tổng thể sau đó lên tới 300.000 người đã chạy sang nước khác. Cuối cùng Dubček bị lật đổ và Gustáv Husák, người thay thế Dubček và cũng trở thành Chủ tịch nước, đã đảo ngược hầu hết các biện pháp cải cách tiến bộ của ông.
Sự kiện ở Praha xảy ra đã làm nhiều người cánh tả ở phương Tây có quan điểm Mác - Lenin thất vọng với Liên Xô. Nó góp phần vào sự phát triển của các ý tưởng của chủ nghĩa Cộng sản Tây Âu trong các đảng cộng sản phương Tây, các đảng này tách xa khỏi Liên Xô và thi hành các đường lối đấu tranh riêng tại quốc gia của họ.

### Chia rẽ Trung – Xô
Cuộc Đại nhảy vọt của Cộng hoà Nhân dân Trung Hoa và các chính sách dựa trên nông nghiệp thay vì công nghiệp nặng của nước này thách thức mô hình chủ nghĩa xã hội kiểu Liên xô và những dấu hiệu của ảnh hưởng Xô viết lên các nước Xã hội chủ nghĩa. Khi quá trình "phi Stalin hoá" diễn ra ở Liên xô, nhà sáng lập cách mạng Trung Quốc, Mao Trạch Đông, lên án "chủ nghĩa xét lại" của Liên xô. Người Trung Quốc cùng dẫn bất đồng với việc luôn chỉ có vai trò thứ hai trong thế giới cộng sản. Trong thập niên 1960, một sự chia rẽ công khai xuất hiện giữa hai cường quốc; những căng thẳng đã dẫn tới một loạt các cuộc xung đột dọc theo biên giới Trung-Xô.

### Mỹ Latinh
Mỹ ủng hộ cuộc đảo chính lật đổ Tổng thống João Goulart tại Brazil và lập lên một chính phủ thân Mỹ tại đây.
Năm 1965, Mỹ đưa quân vào Dominica để tấn công Đảng Cách mạng Dominican và Đảng Cách mạng 14 tháng 6 khi hai đảng cánh tả này đang tổ chức biểu tình chống chính quyền quân sự thân Mỹ.
Từ năm 1962, Mỹ can thiệp vào cuộc Nội chiến Guatemala bằng việc hỗ trợ chính phủ độc tài quân sự của nước này chống lại các lực lượng nổi dậy cánh tả. Các nhóm nổi dậy này về sau đã nhận được sự giúp đỡ nhiệt tình từ Cuba và Nicaragua. Cuộc nội chiến đã kéo dài hàng chục năm, gây nên những tổn thất to lớn cho đất nước Guatemala. Có ít nhất 200.000 người đã bị giết trong cuộc nội chiến, phần lớn là thường dân. Đỉnh điểm của cuộc chiến là chiến dịch diệt chủng ở Ixil của tổng thống Rios Montt.

### Châu Á
Mỹ và Phương Tây đã ủng hộ các lực lượng chống cộng ở Indonesia trong chiến dịch thảm sát hơn 500.000 người cộng sản từ năm 1965 đến năm 1966. Một bản báo cáo của CIA năm 1968 đã xếp cuộc thanh trừng chống Cộng này vào một trong số những vụ thảm sát đẫm máu nhất thế kỷ 20.
Vào năm 1967, Mỹ ủng hộ Israel trong cuộc Chiến tranh Sáu Ngày với các nước Ả Rập được Liên Xô hậu thuẫn. Kết thúc cuộc chiến, Israel đã mở rộng được đáng kể lãnh thổ của họ, giành được quyền kiểm soát vùng Đông Jerusalem, dải Gaza, bán đảo Sinai, Bờ Tây và cao nguyên Golan. Tổng thể, lãnh thổ Israel rộng ra gấp ba lần, bao gồm cả một triệu người Ả Rập nay bị đặt dưới quyền kiểm soát của Israel trong các lãnh thổ mới chiếm được.

### Châu Phi
Vào năm 1960, đã từng có một tổng thống cánh tả nổi bật ở Ghana là Kwame Nkrumah. Ông là thủ tướng dưới thời người Anh cai trị từ năm 1952 đến 1960, khi Ghana độc lập thì ông trở thành tổng thống. Đó là một người xã hội chủ nghĩa, với tư tưởng chống đế quốc, vào năm 1965 ông viết một cuốn sách lấy tên là "Chủ nghĩa thực dân mới: Giai đoạn cuối cùng của chủ nghĩa đế quốc". Nkrumah bị CIA lật đổ trong cuộc đảo chính năm 1966. CIA đã phủ nhận mọi liên quan nhưng báo chí Anh đưa tin có 40 sĩ quan CIA hoạt động tại đại sứ quán Mỹ đã "cung cấp hào phóng cho các kẻ thù bí mật của tổng thống Nkrumah" và công việc của họ "đã được thưởng công đầy đủ". Cựu sĩ quan CIA John Stockwell tiết lộ thêm về vai trò quyết định của CIA trong vụ đảo chính với cuốn sách "In Search of Enemies".
Patrice Lumumba, chủ tịch đương nhiệm của phong trào Liên Phi Quốc gia Congo, đã tham gia vào quá trình giành độc lập của Congo và trở thành thủ tướng dân cử đầu tiên của Congo năm 1960. Ông ấy bị lật đổ trong cuộc đảo chính được CIA hậu thuẫn của Joseph-Desire Mobutu, vốn là chỉ huy quân đội. Mobutu giao Lumumba cho phe ly khai và lính đánh thuê được Bỉ hậu thuẫn. Lumumba đã chiến đấu ở tỉnh Katanga và bị bắn chết trong một vụ đọ súng với lính đánh thuê Bỉ.

## Cuộc chạy đua công nghệ giữa Mỹ và Liên Xô

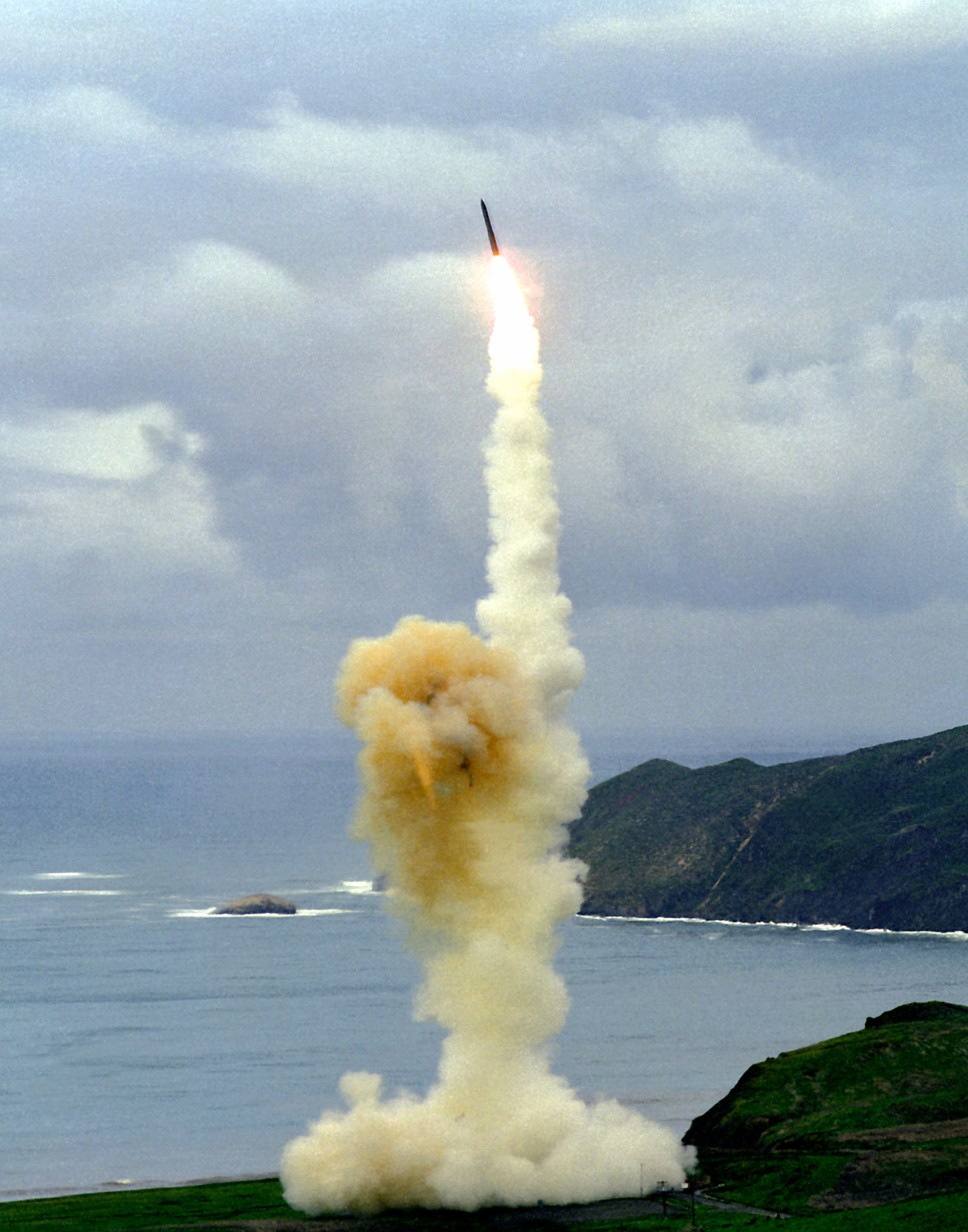
Tên lửa Minuteman 3

Vào giai đoạn này, cuộc chay đua vũ trang giữa Mỹ và Liên Xô trở nên gay gắt và quyết liệt hơn.

### Vũ khí hạt nhân
Đáng đề cập ở đây là sự thành công trong việc điều chế bom nhiệt hạch - hay còn gọi là bom H (với sức công phá có thể đạt gấp 1000 lần bom nguyên tử) của Liên Xô, chưa đầy 1 năm sau khi Mỹ cho nổ thử quả bom H đầu tiên. Trong khoảng 1954-1958, 19 quả bom H được Mỹ thử nghiệm. Đây là sự đe dọa tàn phá toàn cầu bởi vũ khí hạt nhân.

### Tên lửa liên lục địa
Nói chung, Mỹ thua Liên Xô ở công nghệ tên lửa. Liên Xô đã hoàn thành tên lửa liên lục địa (thường chứa đầu đạn hạt nhân) có thể bắn tới Mỹ chỉ trong 30 phút, với công nghệ thời bấy giờ thì Mỹ không thể đánh chặn loại vũ khí này. Lúc này Mỹ vẫn chưa có tên lửa liên lục địa, nếu muốn thâm nhập lãnh thổ của Liên Xô thì các máy bay Mỹ phải bay nhiều giờ và phải vượt qua hàng phòng thủ của Xô Viết với các tên lửa đất đối không. Vào tháng 5 năm 1960, Liên Xô hạ một chiếc máy bay U-2 (máy bay thám thính) của Mỹ trên bầu trời Xô Viết.

### Công nghệ vũ trụ
Vào 4 tháng 10 năm 1957, Liên Xô đã phóng thành công Sputnik 1, vệ tinh nhân tạo đầu tiên vào quỹ đạo Trái Đất, khởi đầu cuộc chạy đua vào vũ trụ. Vì các tiềm năng quân sự và kinh tế, Sputnik đã gây nên hoảng sợ và các tranh luận về chính trị ở Hoa Kỳ, làm cho chính quyền Eisenhower đưa ra một số chương trình, trong đó có cả việc thành lập NASA. Cùng lúc đó, sự kiện Sputnik được nhìn nhận tại Liên Xô như một dấu hiệu quan trọng về khả năng khoa học kỹ thuật của quốc gia.
Ở Liên Xô, vụ phóng Sputnik và chương trình thám hiểm vũ trụ kế tiếp đã thu hút được sự ủng hộ của công chúng. Đối với một đất nước chỉ vừa hồi phục sau chiến tranh đó là một điều quan trọng và đầy khích lệ để thấy được sức mạnh khoa học kĩ thuật trong thời đại mới. Liên Xô cũng là nước đầu tiên đưa động vật vào quỹ đạo Trái Đất, con chó tên là Laika (tiếng Anh, "Barker"), đã du hành trong vệ tinh Sputnik 2 của Liên Xô vào năm 1957.
Ngày 12 tháng 4 năm 1961, phi hành gia Liên Xô Yuri Gagarin trở thành người đầu tiên của nhân loại bay vào vũ trụ trên chuyến bay kéo dài 1 giờ 48 phút cùng con tàu Vostok 1. Khi hạ cánh ở một nông trang, Gagarin gặp một bà già, anh nói: "Bác đừng hoảng sợ. Con là một người Xô Viết!". Câu nói của Gagarin thể hiện niềm tự hào về đất nước Xô viết, song anh đã trở thành anh hùng - không chỉ ở Liên Xô mà trên toàn thế giới.
Tiếp theo đó, Liên Xô cũng đạt được nhiều thành tựu khác:
- Tiếp sau Gagarin là phi hành gia Gherman Titov với chuyến bay kéo dài 25 giờ, Titov là người đầu tiên ngủ trong không gian vũ trụ.
- Ngày 16 tháng 6 năm 1963, Valentina Tereshkova là người phụ nữ đầu tiên bay vào vũ trụ.
- Ngày 18 Tháng 3 năm 1965, phi hành gia Alexei Leonov bước ra khỏi tàu vũ trụ Voskhod 2, trở thành người đầu tiên đi bộ ngoài không gian vũ trụ.
- Ngày 3 tháng 2 năm 1966, tàu thám hiểm không người lái Luna-9 đã trở thành tàu vũ trụ đầu tiên hạ cánh trên mặt trăng.
- Ngày 1 tháng 3 năm 1966, Venera 3 của Liên Xô trở thành tàu vũ trụ đầu tiên hạ cánh trên một hành tinh khác - Sao Kim.
- Ngày 17 tháng 11 năm 1970, Lunokhod 1 đã trở thành chiếc xe tự hành đầu tiên được điều khiển từ Trái Đất để đến một hành tinh khác. Nó đã tiến hành phân tích bề mặt của Mặt Trăng và gửi hơn 20.000 bức ảnh về Trái Đất.

Ở Mỹ, song song với việc đầu tư vào công nghệ không gian như phát triển vệ tinh v.v. Mỹ cũng có những kế hoạch bí mật phát triển các khinh khí cầu gián điệp, đĩa bay (Kế hoạch Mogul...) Vệ tinh do thám đầu tiên đã được không quân Hoa Kỳ phóng lên vào tháng 6 năm 1959. Vào ngày 7 tháng 8 năm 1959, vệ tinh Explorer 6 của NASA đã gửi về những bức ảnh đầu tiên của Trái Đất chụp từ ngoài không gian. Hoa Kỳ cũng là nước đầu tiên phóng vệ tinh khí tượng vào vũ trụ, khi vệ tinh TIROS-1 được phóng vào không gian bởi NASA vào ngày 1 tháng 4 năm 1960. Vào tháng 12 năm 1968, Hoa Kỳ dẫn đầu trong cuộc đua lên mặt trăng khi James Lovell, Frank Borman và Bill Anders bay vòng quanh Mặt Trăng. Họ trở thành những người đầu tiên ăn mừng Giáng sinh trong không gian vài ngày sau đó hạ cánh an toàn. Người Mỹ Neil Armstrong trở thành người đầu tiên bước trên bề mặt của Mặt Trăng vào 21 tháng 7 năm 1969. Những bình luận viên xã hội đều công nhận việc hạ cánh lên Mặt Trăng là một trong những khoảnh khắc mang tính biểu tượng nhất của thế kỉ 20, và lời nói của Armstrong trong lần đầu tiên đặt chân lên Mặt Trăng đã được ghi vào lịch sử: "Đây là bước chân nhỏ bé của một con người, nhưng là bước tiến khổng lồ của cả nhân loại"
Sau khi cuộc đua lên mặt trăng kết thúc, Liên Xô và Mỹ chuyển sang cạnh tranh trong việc nghiên cứu xây dựng các trạm cư trú lâu dài trong vũ trụ. Ngày 19 tháng 4 năm 1971, trạm không gian Salyut 1 của Liên Xô trở thành Trạm không gian đầu tiên trong lịch sử loài người. Chương trình Salyut có vai trò quan trọng đối với sự phát triển công nghệ các trạm không gian từ cơ bản, giai đoạn phát triển kỹ thuật, từ trạm lắp rắp một cổng đến phức tạp - đa cổng, thành tiền đồn dài hạn trên quỹ đạo với năng lực khoa học ấn tượng, công nghệ này tiếp tục được kế thừa cho đến nay.
Bước sang thập niên 1980, cuộc chạy đua vào không gian trở nên chậm lại. Vào ngày 12 tháng 4 năm 1981, Hoa Kỳ đã phóng lên tàu vũ trụ có thể tái sử dụng đầu tiên (tàu con thoi) nhân dịp kỉ niệm 20 năm chuyến bay của Gagarin. Sau cái chết của Korolyov, chương trình không gian của Liên Xô được cấp ít kinh phí hơn, họ chỉ cố gắng duy trì thế cân bằng với Hoa Kỳ. Cách tổ chức không hiệu quả và việc thiếu ngân sách đã làm họ mất đi lợi thế ban đầu trong cuộc chạy đua. Một số quan sát viên cho rằng giá thành của cuộc chạy đua vũ trụ, cùng với cuộc chạy đua vũ trang cũng hết sức đắt, cuối cùng đã làm hệ thống kinh tế Liên Xô rơi vào trì trệ vào thập niên 1980 và là một trong những yếu tố dẫn tới sự tan rã của Liên Xô. Đến cuối thập niên 1980, với sự tan băng trong quan hệ Mỹ - Liên Xô, 2 bên bắt đầu chuyển từ cạnh tranh sang hợp tác, cùng nhau triển khai một số dự án nghiên cứu chung về du hành vũ trụ.

## Thập niên 1970

### Hòa giải Trung-Mỹ
Như một kết quả của sự chia rẽ Trung-Xô, căng thẳng dọc theo biên giới Trung Quốc-Liên Xô đạt đến đỉnh cao vào năm 1969, và Tổng thống Hoa Kỳ Richard Nixon quyết định lợi dụng mâu thuẫn giữa hai nước xã hội chủ nghĩa lớn nhất để thay đổi cán cân quyền lực theo hướng có lợi cho Phương Tây. Trung Quốc cũng muốn cải thiện mối quan hệ với người Mỹ với ý định hợp tác tiêu diệt Liên Xô. Chuyến thăm Trung Hoa của Tổng thống Mỹ Richard Nixon năm 1972 đã đánh dấu sự thay đổi cục diện thế giới, biến "cái bắt tay lịch sử giữa lãnh đạo hai nước bên kia Thái Bình Dương" thành hiện thực và đánh dấu sự khởi đầu cho một kỉ nguyên mới..

### Giảm căng thẳng

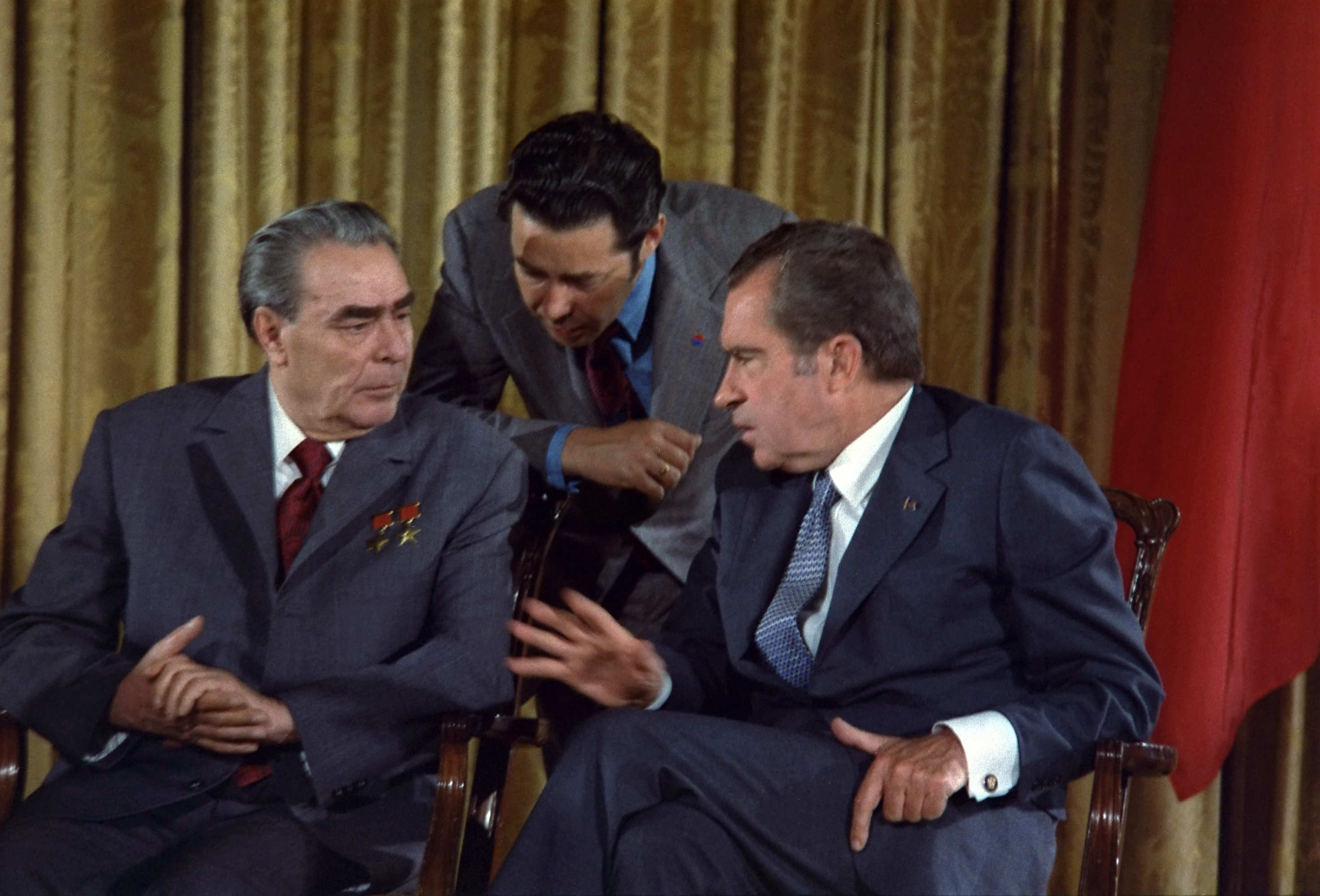
Brezhnev và Nixon nói chuyện khi đứng trên ban công Nhà Trắng trong chuyến thăm năm 1973 của Brezhnev tới Washington—một đỉnh điểm trong giai đoạn giảm căng thẳng giữa Hoa Kỳ và Liên bang Xô viết.

Trong quá trình thập niên 1960 và 1970, các bên tham gia Chiến tranh Lạnh đấu tranh cho một hình mẫu mới và phức tạp hơn của các mối quan hệ quốc tế trong đó thế giới không còn bị phân chia thành các khối đối đầu rõ rệt nữa. Liên xô đã hoàn thành một sự cân bằng hạt nhân với Mỹ. Từ đầu giai đoạn hậu chiến, Tây Âu và Nhật Bản nhanh chóng hồi phục từ những tàn phá của Thế chiến II và duy trì được sự tăng trưởng kinh tế mạnh trong suốt thập niên 1950 và 60, với GDP trên đầu người đạt tới mức của Hoa Kỳ, trong khi kinh tế Khối Đông Âu rơi vào trì trệ vào thập niên 1970 Trung Quốc, Nhật Bản, và Tây Âu; sự phát triển của dân tộc ở Thế giới thứ ba, và sự không thống nhất ngày càng lớn bên trong liên minh các nước Xã hội chủ nghĩa đều là điềm báo về một cơ cấu thế giới đa cực mới. Hơn nữa, Khủng hoảng năng lượng năm 1973 đã tạo ra một sự thay đổi lớn trong sự thịnh vượng kinh tế của các cường quốc. Sự gia tăng nhanh chóng của giá dầu đã tàn phá nền kinh tế của cả Mỹ và Liên Xô.
Trong nhiệm kỳ tổng thống của mình, Richard M. Nixon cùng Cố vấn An ninh Quốc gia của ông là Henry Kissinger đã tạo nên một chính sách đối ngoại mà sau này được biết đến với tên gọi "hòa hoãn" hay "Giảm căng thẳng" (détente) với Liên Xô – đúng như nghĩa đen của từ này là xoa dịu những căng thẳng Chiến tranh Lạnh giữa Liên Xô và Mỹ.
Giảm căng thẳng vừa có lợi ích chiến lược vừa có lợi ích kinh tế với cả hai phía trong cuộc Chiến tranh Lạnh, được nâng đỡ bởi lợi ích chung trong việc tìm cách kiểm soát sự mở rộng và phổ biến các loại vũ khí hạt nhân. Tổng thống Richard Nixon và lãnh đạo Liên xô Leonid Brezhnev đã ký hiệp ước SALT I để hạn chế sự phát triển các loại vũ khí chiến lược. Sự kiểm soát vũ khí cho phép cả hai siêu cường giảm bớt sự gia tăng khủng khiếp của ngân sách quốc phòng. Cùng lúc đó, các nước châu Âu vốn bị chia rẽ giờ đã bắt đầu theo đuổi các mối quan hệ gần gũi hơn. Chính sách Ostpolitik (hướng về phía Đông) của Thủ tướng Tây Đức Willy Brandt đã dẫn tới việc công nhận nhà nước Đông Đức.
Sự hợp tác theo các Thoả thuận Helsinki đã dẫn tới nhiều thoả thuận khác về kinh tế, chính trị và nhân quyền. Một loạt các thoả thuận kiểm soát vũ khí như SALT I và Hiệp ước Chống Tên lửa Đạn đạo được hình thành để giới hạn sự phát triển của các loại vũ khí chiến lược và giảm tốc cuộc chạy đua vũ trang. Cũng có những sự xích lại gần nhau giữa Trung Quốc và Hoa Kỳ. Cộng hoà Nhân dân Trung Hoa gia nhập Liên hiệp quốc, và các quan hệ thương mại và văn hoá được thúc đẩy, đáng chú ý nhất là chuyến thăm có tầm quan trọng lớn của Nixon tới Trung Quốc năm 1972.
Trong lúc đó, Liên Xô cũng ký kết các hiệp ước hữu nghị và hợp tác với nhiều quốc gia không thuộc khối xã hội chủ nghĩa, đặc biệt là trong số các nước Không liên kết và các nước thuộc Thế giới thứ ba.

### Mỹ Latinh
Bài chi tiết: Chiến tranh bẩn thỉu, và Chiến tranh Falkland
Khi Salvador Allende, một người có tư tưởng xã hội chủ nghĩa, trở thành tổng thống Chile vào năm 1970, tổng thống Mỹ Nixon đã ra lệnh cho CIA lên kế hoạch lật đổ Allende. Để đáp trả lại việc Allende quốc hữu hóa các mỏ đồng và các nhà máy của Mỹ, chính phủ Mỹ đã cắt giảm buôn bán với Chile tạo ra tình trạng khan hiếm và hỗn loạn kinh tế tại quốc gia này (Mỹ là đối tác thương mại hàng đầu của Chile khi đó). CIA và bộ ngoại giao Mỹ đã thực hiện chiến dịch tuyên truyền chống lại Allende ở Chile trong suốt một thập kỷ, tài trợ cho các chính khách bảo thủ, các đảng phái, các công đoàn, các nhóm sinh viên và tất cả các dạng truyền thông, trong khi mở rộng mối quan hệ với quân đội. Nền kinh tế của Chile dưới thời Allende ngày càng lún sâu vào khủng hoảng. Cuối cùng ông ta bị lật đổ bởi cuộc đảo chính quân sự do Augusto Pinochet cầm đầu. Sau khi Pinochet lên nắm quyền, Mỹ đã ủng hộ chiến dịch truy quét những người cộng sản của Pinochet (Chiến dịch Kền kền khoang), chiến dịch mà ông ta xem là cần thiết để để cứu đất nước thoát khỏi chủ nghĩa cộng sản. Chiến dịch này đã gây nên cái chết của 3000 người. Tuy vậy Chile đã có sự phát triển nhanh về kinh tế trong những năm Pinochet cầm quyền, đến nỗi nhiều người đã ca tụng đó là "Phép màu Chile" .

### Châu Á
Thất bại của Mỹ ở Việt Nam đã được nhiều người xem là một thất bại nhục nhã của siêu cường mạnh nhất thế giới trước một trong những quốc gia nghèo nhất trên thế giới. Hàng loạt báo trên thế giới đều công bố sự kiện này. Sau đó Mỹ chấp nhận kí Hiệp định Paris tại Paris, Pháp cùng với Việt Nam để chính thức rút khỏi Việt Nam.
Mỹ ủng hộ Israel trong cuộc Chiến tranh Yom Kippur với liên minh các nước Ả Rập vốn nhận được sự hậu thuẫn từ Liên Xô. Mỹ cũng đứng về phía Israel trong xung đột giữa Israel và Palestine (trong khi Liên Xô ủng hộ Palestine).
Mỹ hỗ trợ các nhóm phiến loạn người Kurd có ý định lật đổ chính quyền thân Liên Xô của Iraq. Tuy vậy những người Kurd đã thất bại trước quân đội chính phủ Iraq vào năm 1975.
Nội chiến Lào kết thúc tháng 12 năm 1975.
Cuộc xâm nhập Campuchia tấn công vào miền Đông Campuchia vào năm 1970 của quân đội Hoa Kỳ.

### Châu Phi
Cuộc Cách mạng Bồ Đào Nha năm 1974 đã lật đổ nhà độc tài Estado Novo, tạo điều kiện cho các thuộc địa của Bồ Đào Nha tại châu Phi là Angola và Mozambique giành độc lập không lâu sau đó. Sau khi giành độc lập, Angola lâm vào một cuộc nội chiến đẫm máu kéo dài hai thập kỷ giữa một bên là lực lượng MPLA (Phong trào nhân dân Giải phóng Angola) được khối xã hội chủ nghĩa (đặc biệt là Liên Xô và Cuba) ủng hộ, và một bên là Liên minh Quốc gia vì sự độc lập toàn vẹn của Angola (UNITA) được Mỹ ủng hộ. Ngoài ra còn một phe thứ ba nữa là Mặt trận Dân tộc Giải phóng Angola (FNLA) có vai trò không đáng kể trong cuộc nội chiến. Tất cả các lực lượng nước ngoài rút khỏi Angola vào năm 1989. Đến năm 2002, cuộc nội chiến kết thúc với thắng lợi dành cho MPLA.
Ở Ethiopia, vị hoàng đế thân Mỹ Haile Selassie bị lật đổ bởi những người cộng sản do Mengistu Haile Mariam cầm đầu. Mengistu trở thành Tổng thống của nước Cộng hòa Nhân dân Ethiopia. Trong 2 năm 1977-1978, Mengistu củng cố quyền lực của mình bằng việc đàn áp tàn bạo các nhóm đối lập và những người chống đối chính quyền, gây nên cái chết của khoảng 500.000 người . Tháng 7 năm 1977, Somali bất ngờ đem quân tấn công Ethiopia. Liên Xô phản đối hành động xâm chiếm và ngừng ủng hộ Somalia, chuyển qua bắt đầu ủng hộ Ethiopia, ngược lại Hoa Kỳ quay sang ủng hộ Somalia. Cuộc xung đột này còn được biết tới với cái tên Chiến tranh Ogaden. Chiến sự kết thúc khi Quân đội Somalia rút lui về bên kia biên giới và tuyên bố một thỏa thuận đình chiến.
Đến năm 1990, Mengistu tuyên bố ông ta từ bỏ chủ nghĩa cộng sản, và bắt đầu tiến hành mở cửa nền kinh tế. Tuy nhiên, tháng 5 năm 1991, mặt trận dân chủ nhân dân Ethiopia (EPRDF) lật đổ Mengistu, ông ta sau đó phải tị nạn tại Zimbabwe.

## Từ 1979 đến 1985

### Học thuyết Reagan
Vào năm 1980, Ronald Reagan đã đánh bại Jimmy Carter trong cuộc bầu cử tổng thống Mỹ. Khi trở thành tổng thống, Reagan đã đảo ngược chính sách "Giảm căng thẳng" với Liên Xô, tăng mạnh chi tiêu cho quân sự và quyết tâm loại bỏ tầm ảnh hưởng của Liên Xô ở mọi nơi trên thế giới . Reagan gọi Liên Xô là "đế quốc tà ác" đồng thời tuyên bố rằng chủ nghĩa cộng sản sẽ sớm sụp đổ và sẽ bị bỏ lại trong "đống tro tàn của lịch sử" . Thủ tướng Anh Thatcher cũng lên án mạnh mẽ Liên Xô và tố cáo chính quyền Liên Xô "Âm mưu thống trị thế giới" .
Dưới một chính sách chống cộng quyết liệt được biết đến như học thuyết Reagan, Reagan và chính phủ của ông cung cấp trợ giúp công khai và cả bí mật cho các phong trào chống cộng sản trên toàn thế giới đặc biệt là tại Châu Phi, châu Á và châu Mỹ Latin với mục tiêu lật đổ các chính phủ cộng sản do Liên Xô hậu thuẫn tại những khu vực này.
Tháng 3 năm 1983, Reagan giới thiệu Sáng kiến Phòng thủ Chiến lược (viết tắt theo tiếng Anh là SDI), một dự án quốc phòng mà sẽ sử dụng các hệ thống có căn cứ trên không gian và mặt đất để bảo vệ Hoa Kỳ khỏi các cuộc tấn công bằng tên lửa hạt nhân liên lục địa chiến lược. Reagan tin rằng lá chắn quốc phòng này có thể khiến cho chiến tranh hạt nhân không thể xảy ra . Nhà lãnh đạo Liên Xô Yuri Andropov thì nói rằng SDI sẽ đặt "toàn thế giới trong nguy cơ chạy đua vũ trang".. Một số nhà phân tích Liên Xô cho rằng việc Reagan đưa ra dự án SDI là một chiến thuật nhằm đẩy Liên Xô vào một cuộc chạy đua vũ trang quy mô lớn với Hoa Kỳ với mục đích làm suy yếu nền kinh tế của Liên Xô vốn đang rơi vào tình trạng trì trệ. Nhiều nhà phân tích Phương Tây thì lại cho rằng chương trình SDI của Reagan đã làm cho Liên Xô nhận ra rằng hệ thống kinh tế và xã hội của nó không thể duy trì cuộc đua vũ trang với Hoa Kỳ, buộc giới lãnh đạo Liên Xô phải tìm kiếm những giải pháp nhượng bộ và cuối cùng chấp nhận thất bại 
Vì những lý do đó, David Gergen, một cựu phụ tá của Tổng thống Reagan, về sau đã tin rằng chính SDI đã góp phần giúp kết thúc cuộc chiến tranh lạnh một cách nhanh chóng hơn.

### Châu Á

#### Cách mạng Hồi giáo Iran
Cách mạng Hồi giáo Iran (hay còn được biết với tên Cách mạng Iran, Cách mạng trắng, Tiếng Ba Tư: انقلاب اسلامی, Enghelābe Eslāmi) là cuộc cách mạng lật đổ chế độ quân chủ chuyên chế thân Mỹ do Shah Mohammad Reza Pahlavi đứng đầu, thành lập quốc gia Cộng hòa Hồi giáo dưới sự lãnh đạo của giáo chủ Ayatollah Ruhollah Khomeini, người lãnh đạo cuộc cách mạng và là người khai sinh ra nước Cộng hòa Hồi giáo Cuộc cách mạng đã thay thế chế độ quân chủ chuyên chế thân Phương Tây bằng một chế độ có tư tưởng chống Phương Tây quyết liệt bị phương Tây cho là "độc tài thần quyền",
Năm 1953, Thủ tướng Mohammad Mossadegh, người đã quốc hữu hóa các mỏ dầu của đất nước, được bầu vào chiếc ghế thủ tướng thông qua một cuộc bầu cử dân chủ. Nhờ cuộc đảo chính do CIA và MI6 giật dây, có mật danh Chiến dịch Ajax, Mossadegh bị lật đổ và bắt giam, còn Vua Shah thì quay trở lại ngai vàng. Tư tưởng của người Iran vẫn cho rằng Anh và Mỹ chịu trách nhiệm trong sự phá hoại tiến trình dân chủ này của Iran. Vua Shah duy trì mối quan hệ thân cận với Hoa Kỳ và một số quốc gia phương Tây khác, và thường được các chính quyền tổng thống Hoa Kỳ ủng hộ vì các chính sách và sự thù nghịch đối với Chủ nghĩa xã hội của ông.
Chế độ của vua Shah không được nhân dân ưa chuộng: Quần chúng nhận thức rằng vua Shah chịu ảnh hưởng lớn - nếu không nói là con rối - của thế lực phi Hồi giáo phương Tây (chỉ Hoa Kỳ), nơi mà nền văn hóa của nó đang làm ô uế đất nước Iran; rằng chế độ của Shah ngột ngạt, thối nát, và ngông cuồng.
Lãnh tụ cách mạng Ayatollah Khomeini tuyên bố rằng đã có 60.000 đàn ông, phụ nữ và trẻ em đã "tử vì đạo" (bị sát hại) dưới chế độ của Shah và con số này xuất hiện trong Hiến pháp Cộng hòa Hồi giáo Iran. Một thành viên của quốc hội Iran đã đưa ra con số "70.000 chiến sĩ tử đạo và 100.000 bị thương khi tiêu diệt chế độ độc tài thối nát".
Các cuộc biểu tình chống lại Shah bắt đầu vào tháng 10 năm 1977. Từ tháng 8 đến tháng 12 năm 1978, các cuộc đình công và biểu tình đã làm tê liệt đất nước Iran. Trước sức ép của quần chúng, vua Shah rời Iran để sống lưu vong vào ngày 16 tháng 1 năm 1979. Chế độ quân chủ sụp đổ sau ngày 11 tháng 2 khi quân du kích và quân nổi dậy đánh bại quân đội trung thành với Shah, đưa Ayatollah Ruhollah Khomeini lên nắm quyền chính thức và lập nên nước Cộng hòa Hồi giáo Iran.
Một số nguồn tin về sau cho rằng Hoa Kỳ thực sự đã bật đèn xanh để Khomeini lật đổ chính quyền của Shah. Đã có bằng chứng được đưa ra cho thấy chính phủ Hoa Kỳ đã tài trợ cho Khomeini bằng cách chuyển 150 triệu USD vào tài khoản ngân hàng khi ông ta tị nạn ở Pháp. Một biên bản ghi nhớ của CIA với Khomeini và Shah đã nói rằng: tuy Khomeini quyết tâm lật đổ Shah và không chấp nhận thỏa hiệp, và ông trong quá khứ đã từng hợp tác với các nhóm khủng bố Hồi giáo, nhưng Khomeini cũng chống chủ nghĩa Cộng sản triệt để như Shah, do đó Mỹ sẵn sàng tài trợ cho Khomeini để đảm bảo dù Shah có bị lật đổ hay không thì Iran sẽ có một chính phủ chống Cộng

#### Chiến tranh Liên Xô - Afghanistan
Vào tháng 4 năm 1978, Đảng Dân chủ Nhân dân Afghanistan (PDPA) đã lên nắm quyền lực ở Afghanistan sau cuộc Cách mạng Saur và tuyên bố đưa đất nước đi theo chủ nghĩa cộng sản. Tình hình bắt đầu trở thành nghiêm trọng sau một loạt những sáng kiến cải cách của chính phủ của Tổng thống Taraki với mục tiêu nhổ bật "gốc rễ chế độ phong kiến" trong xã hội Afghanistan. Những biện pháp cải cách đó mang lại một số thay đổi tiến bộ, nhưng chúng được thực hiện theo cách thức tàn bạo và vụng về. Xã hội nông thôn Afghanistan phần lớn vẫn tuân theo truyền thống Hồi giáo và các bộ tộc, và những cuộc cải cách ruộng đất đe dọa những nền móng của nó; tương tự việc cải cách giáo dục và tăng quyền tự do cho phụ nữ bị coi là hành động tấn công Đạo Hồi. Vì thế, sự phản kháng chống lại những cuộc cải cách ngày càng mạnh mẽ hơn. Trong vòng vài tháng, phe đối lập với chính phủ đã khởi xướng một cuộc nổi dậy ở miền đông Afghanistan, cuộc nổi dậy nhanh chóng mở rộng thành một cuộc nội chiến do các chiến binh nổi dậy, được gọi là Mujahideen, tiến hành chống lại các lực lượng của chính phủ Afghanistan trên toàn quốc. Mujahideen coi việc người Cơ đốc hay người Xô viết vô thần kiểm soát Afghanistan là một điều "báng bổ Hồi giáo" cũng như văn hóa truyền thống của họ. Họ đã công bố một cuộc "jihad" (thánh chiến) với mục tiêu lật đổ chính phủ Afghanistan. Những người nổi dậy Mujahideen đã được huấn luyện quân sự và cung cấp vũ khí bởi Pakistan và Trung Quốc, trong khi Liên Xô gửi hàng ngàn cố vấn quân sự để hỗ trợ chính phủ PDPA. Vào giữa năm 1979, Hoa Kỳ đã bắt đầu một chương trình bí mật để cung cấp vũ khí cho những chiến binh mujahideen.

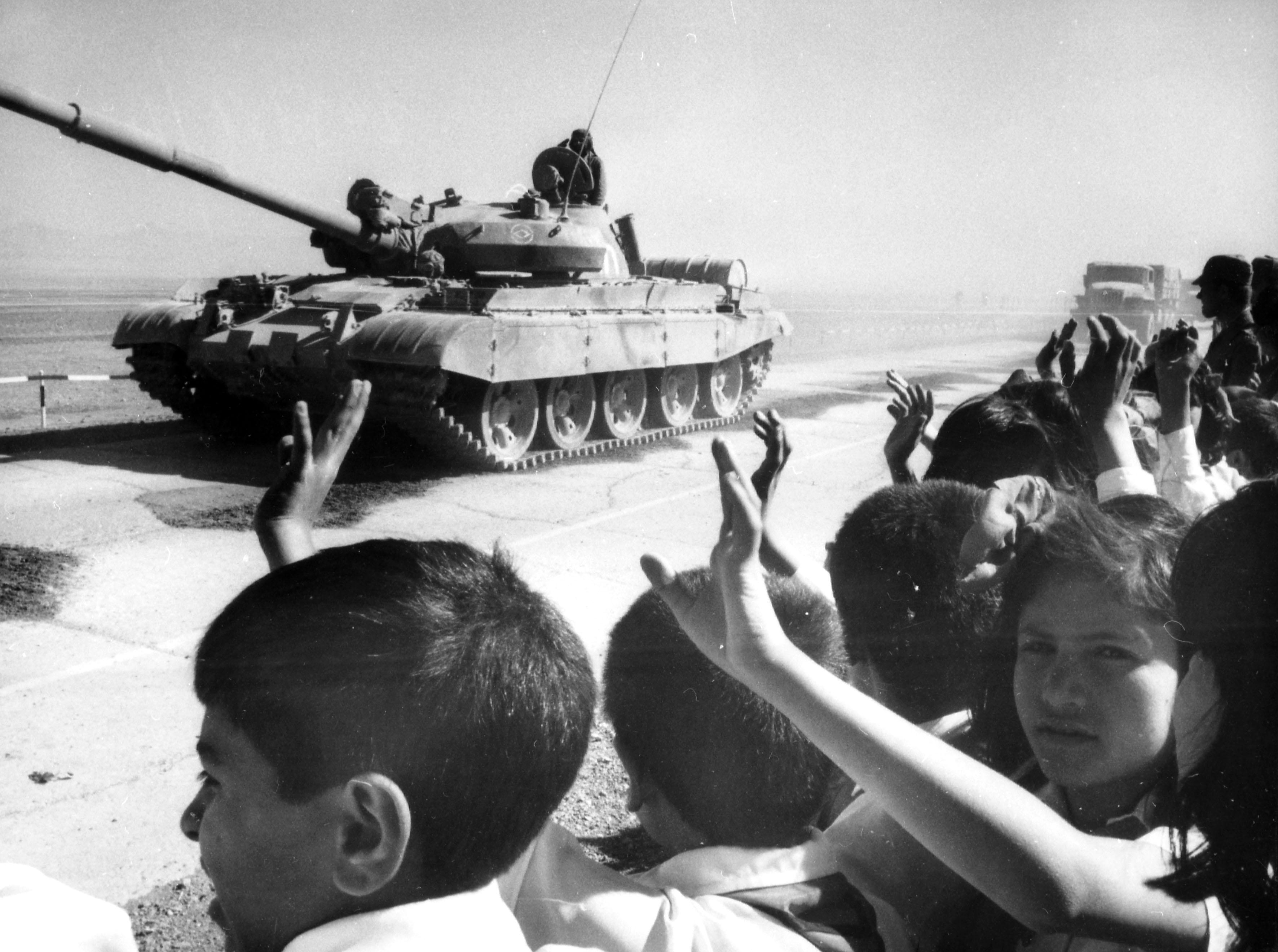
Xe tăng T-62M của Liên Xô rút quân khỏi Afghanistan

Đến tháng 4 năm 1979, Afghanistan thực sự rơi vào tình trạng hỗn loạn. Chính phủ Afghanistan đã thẳng tay trấn áp những người phản đối, tử hình hàng ngàn tù nhân chính trị và ra lệnh giết hại dân thường không vũ trang , khiến những nhóm vũ trang chống lại chính phủ ngày càng nhận đuơc sự ủng hộ của nhân dân. Vào tháng 9 năm 1979, Tổng thống Khalqist Nur Muhammad Taraki đã bị ám sát trong cuộc đảo chính do một thành viên của PDPA vốn bất bình với Taraki là Hafizullah Amin tiến hành, Amin sau đó đảm nhận chức tổng thống. Amin không nhận được sự tin tưởng từ Liên Xô, vì vậy vào ngày 24/12/1979 Liên Xô đã đổ quân vào Afghanistan và lật đổ chính quyền của Amin. Một chính quyền thân Liên Xô, đứng đầu là Babrak Karmal Parcham được dựng lên để lấp đầy khoảng trống quyền lực. Quân đội Liên Xô tiến vào Afghanistan với số lượng ngày một lớn với lí do là để đảm bảo ổn định tình hình tại Afghanistan dưới quyền Karmal. Tuy vậy, Hồng quân đã gặp phải sự phản kháng quyết liệt từ phe nổi dậy. Kết quả là Liên Xô đã dần dần bị lún sâu vào chiến sự tại Afghanistan. Quân đội Liên Xô chiếm giữ hầu hết các thành phố và các đường giao thông chính, trong khi mujahideen tiến hành chiến tranh du kích với các nhóm nhỏ hoạt động chủ yếu ở vùng nông thôn. Liên Xô đã sử dụng không quân ném bom trên quy mô lớn, san bằng các ngôi làng ở nông thôn vốn là nơi trú ẩn của các mujahideen, phá hủy các mương tưới tiêu quan trọng và khiến nhiều dân thường thiệt mạng. Các trận lụt sau đó làm phát sinh dịch sốt rét, nhất là ở tỉnh Nangarhar
Đại hội đồng LHQ thông qua nghị quyết phản đối sự can thiệp của Liên Xô. Phương Tây coi cuộc tấn công của Liên Xô là hành vi "xâm lược", và Mỹ đã tuyên bố tẩy chay Thế vận hội 1980 tại Moscow. Đáp trả lại, Liên Xô cũng tuyên bố tẩy chay Thế vận hội mùa hè 1984 tại Los Angeles. Song trong khi đó, Ấn Độ, một đồng minh xã hội chủ nghĩa cánh tả thân cận của Liên Xô, lại đã ủng hộ chiến dịch của Liên Xô và cung cấp hỗ trợ tình báo và tiếp vận quan trọng cho quân đội Liên Xô. Trong các quốc gia Khối Warszawa, chỉ có România là chỉ trích Liên Xô. Liên Xô ban đầu lên kế hoạch để ổn định chính phủ dưới sự lãnh đạo mới của Karmal, và rút lui trong vòng sáu tháng hoặc một năm. Nhưng họ đã gặp phải sự phản kháng dữ dội từ các mujahideen và bị mắc kẹt trong một cuộc chiến đẫm máu kéo dài chín năm. Cái giá về quân sự cũng như về ngoại giao chẳng bao lâu là quá cao cho Liên Xô . Vì đó là một cuộc chiến tranh dai dẳng nó thỉnh thoảng được ví là cuộc "chiến tranh Việt Nam của Liên Xô" hay "cái bẫy gấu" bởi báo chí Phương Tây Năm 1989, Liên Xô rút quân về nước, trong khi chiến tranh giữa các phe phái ở Afganistan tiếp tục diễn ra. Vào ngày 27 tháng 4 năm 1992, chế độ Cộng sản Afghanistan chính thức bị lật đổ hẳn và Mujahideen lên nắm quyền.
Cuộc chiến đã có những tác động rất lớn đối với Liên bang Xô viết và thường được nhắc đến như là một trong những nguyên nhân dẫn đến sự tan rã của Liên Xô vào năm 1991.

#### Campuchia và Khmer Đỏ
Từ 1975-1978, tin vào sự hậu thuẫn của chính quyền Trung Quốc, chính quyền Khmer Đỏ ở Campuchia đã nhiều lần tấn công vào vùng Tây Nam Việt Nam, tàn sát thường dân, đánh phá các cơ sở kinh tế và quân sự dọc biên giới với mục đích làm kiệt quệ đối phương. Họ đã bị chính quyền và quân đội Việt Nam đổ quân đánh bại năm 1979 và lập nhà nước Cộng hòa Nhân dân Campuchia và đưa Hun Sen lên làm thủ tướng.
Dù đã bị đánh sụp, Khmer Đỏ vẫn được hậu thuẫn bởi Cộng hòa Nhân dân Trung Hoa và Hoa Kỳ, vì muốn cô lập nước Cộng hòa Xã hội Chủ nghĩa Việt Nam lúc đó đang được Liên Xô hỗ trợ. Trong giai đoạn 1979-1988, Cộng hòa Nhân dân Trung Hoa cùng với Mỹ và Thái Lan, vào thời kì mặn nồng nhất của quan hệ Trung-Mỹ, đã cung cấp vũ khí, thông tin tình báo và căn cứ để tiếp tế cũng như cung cấp nơi trú ẩn cho bính lính Khmer Đỏ. Khmer Đỏ tiến hành các hoạt động buôn lậu gỗ và đá quý, nhận hỗ trợ quân sự từ Trung Quốc, Mỹ thông qua quân đội Thái. Tổng cộng, theo cựu tổng thống Lý Quang Diệu, trong khoảng thời gian một thập kỷ, Khmer Đỏ nhận được hỗ trợ từ khối ASEAN, Mỹ và Trung Quốc khoảng 1,3 tỷ dollar.
Tổ chức cứu trợ khẩn cấp Campuchia của Mỹ, dựa vào đại sứ quán Mỹ tại Bangkok, đã nuôi dưỡng và hỗ trợ Khmer đỏ để tiếp tục chống lại chính phủ mới của Campuchia do Việt Nam hậu thuẫn. Dưới sức ép của Mỹ, Chương trình Lương thực thế giới đã cung cấp lương thực cho 20.000 đến 40.000 lính Khmer đỏ. Suốt một thập kỷ sau đó, cơ quan tình báo quân đội Mỹ đã giúp Khmer đỏ do thám qua vệ tinh, đồng thời các lực lượng đặc nhiệm của Mỹ và Anh hướng dẫn quân Khmer đỏ đặt hàng triệu quả mìn bộ binh khắp miền Tây Campuchia
Dù bị lật đổ, Khmer Đỏ tiếp tục giữ ghế tại Liên Hợp Quốc, đại diện bởi Thiounn Prasith. Các chính phủ phương Tây tiếp tục ủng hộ Khmer Đỏ tại Liên hiệp quốc và bỏ phiếu ủng hộ Khmer Đỏ giữ ghế tại đây Hoa Kỳ và Trung Quốc cũng dùng quyền của mình ở Liên Hiệp quốc để giữ ghế đại diện cho Khmer Đỏ, nên dù chỉ còn là một nhóm du kích trong rừng nhưng Khmer Đỏ lại được coi là đại diện hợp pháp duy nhất của người dân Campuchia. Dù Việt Nam đề nghị rút quân để đổi lại một thỏa thuận chính trị nhằm loại trừ việc Khmer Đỏ quay trở lại nắm quyền lực, nhưng ASEAN, Trung Quốc và Hoa Kỳ coi điều này là không thể chấp nhận được.

### Mỹ Latinh

#### Các nhóm phiến quân Contras
Thuật ngữ Contras là hàng loạt nhóm vũ trang cánh hữu được Hoa Kỳ hỗ trợ tài chính và vũ khí, hoạt động từ năm 1979 đến đầu thập niên 1990. Các nhóm này hoạt động chống lại chính quyền hội đồng Tái Thiết Dân tộc Nicaragua của Đảng Sandinista cánh tả theo chủ nghĩa xã hội. Chính quyền Sandinista nhận được sự hậu thuẫn từ Liên Xô và Cuba. Trong số các nhóm contra tại Nicaragua, nhóm Lực lượng dân chủ Nicaragua (FDN) nổi lên như là nhóm lớn nhất.
Từ giai đoạn ban đầu, các nhóm Contras nhận được hỗ trợ tài chính và quân sự từ Chính phủ Hoa Kỳ, và sức mạnh quân sự của họ phụ thuộc vào sự hỗ trợ này. Sau khi Quốc hội Hoa Kỳ thông qua việc cấm hỗ trợ, chính quyền của Tổng thống Reagan vẫn tiếp tục âm thầm hỗ trợ contras. Các hành vi âm thầm hỗ trợ này đã lên đến đỉnh điểm trong vụ Iran-Contra.
Trong cuộc chiến chống lại Chính phủ Nicaragua, lực lượng Contras đã có hàng loạt hành động vi phạm nhân quyền và sử dụng các chiến thuật khủng bố, thực hiện hơn 1300 cuộc tấn công khủng bố. Các hoạt động trên được thực hiện một cách có hệ thống theo chiến lược của lực lượng này. Những người ủng hộ quân Contras đã cố gắng che giấu các hoạt động này, nhất là chính phủ Hoa Kỳ khi đó đã thực hiện một chiến dịch tuyên truyền nhằm để công chúng có thiện cảm hơn đối với lực lượng contras.
Năm 1986, tại Mỹ xảy ra vụ bê bối Contragate. Scandal này có dính líu tới các quan chức cao cấp của Mỹ, họ bí mật bán vũ khí cho Iran trong khi quốc hội Mỹ đã có lệnh cấm xuất khẩu vũ khí cho Iran. Kế hoạch ấy được bịa ra dưới một câu chuyện khác nhằm bảo đảm việc phóng thích tù nhân Mỹ tại Iran, khiến dư luận Mỹ phẫn nộ. Tiền kiếm được trong đợt buôn bán sau đó đã được Mỹ bí mật dùng để tài trợ cho các nhóm phiến quân Contras ở Nicaragua. 11 thành viên của chính quyền Tổng thống Mỹ Reagan đã bị kết án sau một loạt các cáo buộc liên quan đến vụ bê bối này.

#### Mỹ xâm lược Grenada
Cuộc tấn công Grenada hay còn gọi là chiến dịch Urgent Fury là cuộc xâm lược của Mỹ vào Grenada năm 1983. Grenada là một quốc đảo Caribbean với 91.000 dân, nằm cách Venezuela 160 km (100 dặm) về phía bắc. Năm 1983, một chính phủ cánh tả được thành lập ở Grenada, và được Cuba ủng hộ.
Vào ngày 25/10/1983, Mỹ cùng với các đồng minh trong Lực lượng phòng vệ Đông Caribe xâm chiếm Grenada. Hoa Kỳ đã biện minh cho vụ xâm lược bằng một loạt các lý lẽ, mặc dù Liên Hợp Quốc, Canada và Anh Quốc coi hành động này là một sự vi phạm chưa từng thấy luật pháp quốc tế. Tương quan 2 bên khá chênh lệch, quân Mỹ có khoảng 7300 quân và có sự yểm trợ của lực lượng Không quân Hải quân Mỹ, ngoài ra còn có binh lính của một số nước đồng minh của Mỹ trong khu vực Caribe như Barbados, Jamaica trong khi đó Grenada chỉ có 1200 quân, trong đó có khoảng 900 quân tới từ Cuba và một số cố vấn quân sự tới từ các nước thuộc khối XHCN: Liên Xô, Đông Đức, Bắc Triều Tiên.
Trong cuộc tấn công, lực lượng Hoa Kỳ chỉ gặp phải sự kháng cự vừa phải của một lực lượng nhỏ quân đội Cuba và Grenada. Tổng cộng có 19 lính Mỹ thiệt mạng và 116 người bị thương, 3 trực thăng bị rơi. Phía Grenada có 45 người chết, 337 người bị thương, ngoài ra còn có 24 người Cuba thiệt mạng. Bên cạnh những tổn thất quân sự, 24 thường dân Grenada thiệt mạng, trong đó có 18 người thiệt mạng do Không quân Mỹ ném bom trúng một bệnh viện tâm thần ở Grenada.
Kết quả của cuộc tấn công này là chiến thắng dành cho Mỹ sau vài tuần, lập nên một chính phủ mới thân Mỹ cho Grenada.

## Chấm dứt Chiến tranh Lạnh (1985–1991)

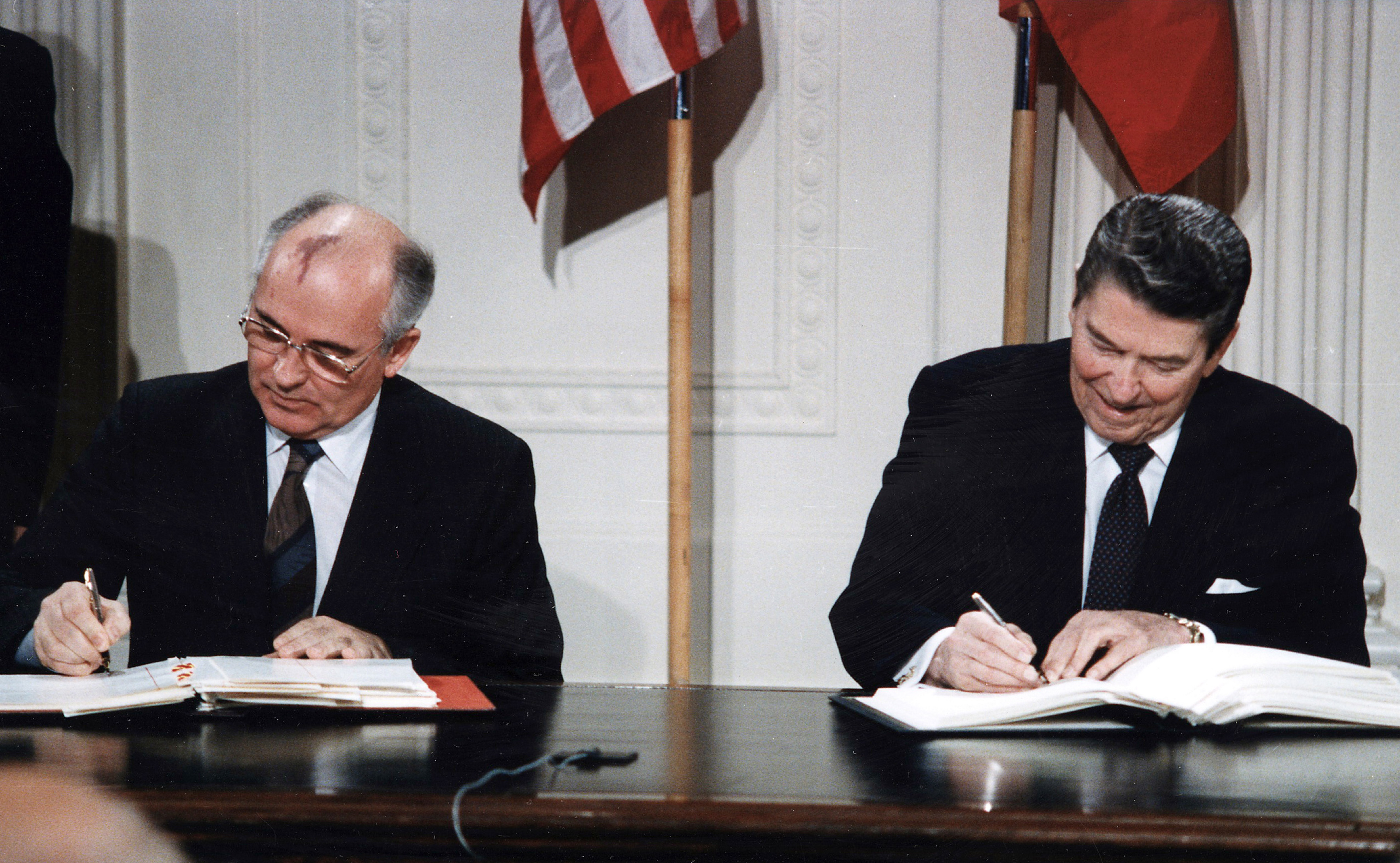
Mikhail Gorbachev và Ronald Reagan ký Hiệp ước các Lực lượng Hạt nhân Tầm trung tại Nhà Trắng, 1987

### Những cuộc cải tổ của Gorbachev
Tới khi Mikhail Gorbachev là người khá trẻ lên làm Tổng bí thư năm 1985, nền kinh tế Liên Xô đang ở trong tình trạng trì trệ và phải đối mặt với sự giảm sút mạnh từ nguồn thu ngoại tệ nước ngoài vì sự sụt giá dầu mỏ trong thập niên 1980. Những vấn đề này khiến Gorbachev đầu tư vào các biện pháp nhằm khôi phục đất nước đang trì trệ.
Một sự khỏi đầu không hiệu quả đã dẫn tới kết luận rằng những thay đổi cơ cấu mạnh hơn là cần thiết vào tháng 6 năm 1987 Gorbachev thông báo một kế hoạch cải cách kinh tế được gọi là perestroika, hay tái cơ cấu. Perestroika giảm bớt hệ thống sản xuất theo hạn ngạch, cho phép sự sở hữu tư nhân với các doanh nghiệp và mở đường cho đầu tư nước ngoài. Các biện pháp đó có mục đích tái định hướng các nguồn tài nguyên quốc gia từ những cam kết quân sự đắt giá thời Chiến tranh Lạnh sang những khu vực công cộng có hiệu quả lớn hơn.
Dù có thái độ hoài nghi ban đầu ở phương Tây, nhà lãnh đạo mới của Liên Xô đã chứng minh sự kiên quyết đảo ngược điều kiện kinh tế đang xấu đi của Liên Xô thay vì tiếp tục cuộc chạy đua vũ trang với phương Tây. Một phần là một cách để chống sự đối lập bên trong với những cuộc cải cách của mình, Gorbachev đồng thời đưa ra glasnost, hay mở cửa, tăng cường tự do cho báo chí và sự minh bạch hoá các định chế nhà nước. Glasnost có mục đích làm giảm tham nhũng ở trên thượng tầng Đảng Cộng sản và giảm bớt sự lạm dụng quyền lực bên trong Uỷ ban Trung ương. Glasnost cũng cho phép sự tăng cường tiếp xúc giữa các công dân Liên Xô và thế giới phương Tây, đặc biệt với Hoa Kỳ, góp phần vào việc đẩy nhanh sự giảm căng thẳng giữa hai nước.

### Sự tan băng trong mối quan hệ
Trước những nhượng bộ về quân sự và chính trị của Kremlin, Reagan đồng ý tại lập các cuộc đàm phán về các vấn đề kinh tế và giảm mức độ chạy đua vũ trang. Cuộc đàm phán đầu tiên được tổ chức vào tháng 11 năm 1985 tại Geneva, Thuỵ Sĩ. Ở một cuộc gặp, hai nhà lãnh đạo, chỉ với một người phiên dịch tháp tùng, đã đồng ý về nguyên tắc giảm bớt 50% kho vũ khí hạt nhân của mỗi nước.
Một Hội nghị thượng đỉnh Reykjavík thứ hai được tổ chức tại Iceland. Những cuộc đàm phán diễn ra tốt đẹp cho tới khi sự tập trung chuyển sang đề xuất của Reagan về Sáng kiến Phòng thủ Chiến lược, mà Gorbachev muốn bị loại bỏ: Reagan đã từ chối. Những cuộc đàm phán thất bại, nhưng một cuộc họp thượng đỉnh thứ ba năm 1987 đã dẫn tới một bước đột phá với việc ký kết Hiệp ước các Lực lượng Hạt nhân Tầm trung (INF). Hiệp ước INF loại bỏ mọi loại vũ khí hạt nhân, được phóng từ tên lửa đạn đạo mặt đất và tên lửa hành trình với tầm bắn trong khoảng 500 tới 5,500 kilômét (300 tới 3,400 dặm) và cơ sở hạ tầng phục vụ nó. Hiệp ước INF được Mỹ và Liên Xô ký kết ngày 8/12/1987 và chính thức có hiệu lực từ ngày 1/6/1988.
Căng thẳng Đông-Tây nhanh chóng giảm xuống từ giữa cho tới cuối thập niên 1980, ở mức thấp nhất tại cuộc họp thượng đỉnh cuối cùng tại Moskva năm 1989, khi Gorbachev và George H. W. Bush ký hiệp ước kiểm soát vũ khí START I. Trong năm tiếp sau mọi điều trở nên rõ ràng với người Liên Xô rằng các khoản trợ cấp dầu mỏ và khí đốt, cùng với chi phí cho việc duy trì một quân đội to lớn, là cái phễu khổng lồ làm thất thoát đi các nguồn tài nguyên kinh tế. Ngoài ra, ưu thế an ninh của một vùng đệm đã được công nhận là không thích hợp và người Liên Xô chính thức tuyên bố rằng họ không còn can thiệp vào công việc của các quốc gia đồng minh ở Đông Âu nữa.
Năm 1989, các lực lượng Liên Xô rút khỏi Afghanistan và tới năm 1990 Gorbachev đồng ý với việc thống nhất nước Đức, khả năng thay thế duy nhất là một kịch bản kiểu vụ Thiên An Môn. Khi bức tường Berlin bị phá bỏ, ý tưởng "Ngôi nhà Chung châu Âu" của Gorbachev bắt đầu thành hình.
Ngày 3 tháng 12 năm 1989, Gorbachev và người kế tục Reagan, George H. W. Bush, tuyên bố cuộc Chiến tranh Lạnh đã chấm dứt tại Hội nghị thượng đỉnh Malta; một năm sau, hai đối thủ cũ là các đối tác trong cuộc Chiến tranh vùng Vịnh chống lại đồng minh lâu đời của Liên Xô là Iraq.

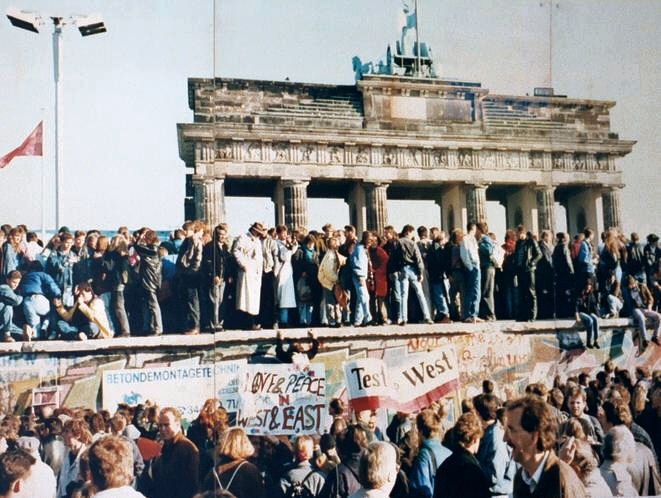
Bức tường Berlin sụp đổ vào năm 1989. Bức tường được xây vào năm 1961 để ngăn chặn người di cư trái phép từ Đông Đức sang Tây Berlin. Nó là một biểu tượng của Chiến tranh Lạnh và sụp đổ vào năm 1989 đánh dấu cho giai đoạn cuối của Chiến tranh Lạnh.

### Sự khủng hoảng của hệ thống Xô viết
Tới năm 1989, hệ thống liên minh của Liên Xô đã trên bờ vực sụp đổ, và không có sự hỗ trợ quân sự của Liên Xô, các lãnh đạo đảng cộng sản tại các nhà nước thuộc Khối hiệp ước Warsaw dần mất quyền lực. Ở chính bên trong Liên Xô, glasnost đã làm yếu đi các liên kết giữ chặt Liên bang Xô viết và tới tháng 2 năm 1990, với sự giải tán Liên Xô đang dần hiện ra, Đảng Cộng sản đã đánh mất quyền lãnh đạo đất nước kéo dài 73 năm của mình.
Cùng lúc ấy, các tuyên bố bất đồng, đòi ly khai với nhà nước trung ương được cho phép bởi glasnost và sự gia tăng "vấn đề tính chất quốc gia" dần khiến các nước cộng hoà tạo thành Liên bang Xô viết tuyên bố tự trị khỏi Moskva, với việc các quốc gia vùng Baltic rút lui hoàn toàn khỏi Liên Xô. Làn sóng cách mạng năm 1989 quét qua khắp Trung và Đông Âu đã lật đổ các nhà nước cộng sản kiểu Liên Xô, như Ba Lan, Hungary, Tiệp Khắc và Bulgaria, Romania là nước duy nhất thuộc Khối Đông Âu lật đổ chính quyền theo cách bạo lực và đã hành quyết vị lãnh đạo nhà nước.

### Liên Xô tan rã
Thái độ thoải mái của Gorbachev với Đông Âu ban đầu không có trên lãnh thổ Liên Xô, thậm chí Tổng thống Mỹ George Bush, người cố gắng duy trì các quan hệ thân thiện, cũng lên án các vụ giết hại vào tháng 1 năm 1991 tại Latvia và Lithuania, cảnh báo riêng rằng các mối quan hệ kinh tế có thể bị đóng băng nếu tình trạng bạo lực tiếp diễn. Liên bang Xô viết đã bị suy yếu thật sự sau một đảo chính thất bại và số lượng ngày càng tăng các nước cộng hoà Xô viết, đặc biệt là Nga, đã từng đe doạ ly khai khỏi Liên Xô, tuyên bố giải thể nó vào ngày 25 tháng 12 năm 1991.. Khi đó, Tổng thống Hoa Kỳ George H.W. Bush đã bày tỏ cảm xúc sung sướng của mình khi Liên Xô tan rã: "Sự kiện vĩ đại nhất từng diễn ra trên thế giới trong suốt cuộc đời của tôi, trong toàn bộ cuộc đời của mỗi chúng ta, chính là sự kiện này đây: Nhờ vào ân sủng của Thiên Chúa, nước Mỹ đã chiến thắng cuộc Chiến tranh Lạnh" . Với việc Liên Xô sụp đổ, Hoa Kỳ trở thành siêu cường duy nhất còn tồn tại trên thế giới.

## Di sản

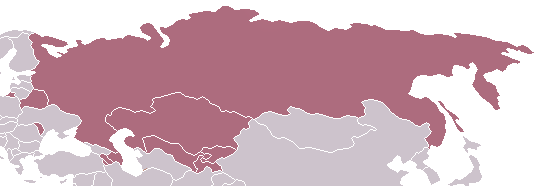
Sự thành lập Cộng đồng các quốc gia độc lập, sự chính thức chấm dứt của Liên bang Xô viết

Được thành lập ngày 21 tháng 12 năm 1991, Cộng đồng các quốc gia độc lập được coi là thực thể kế tục của Liên Xô nhưng theo các lãnh đạo Nga mục tiêu của nó là "cho phép một cuộc hôn nhân văn minh" giữa các nước cộng hoà xô viết và liên kết chúng vào một liên minh lỏng lẻo.
Sau Chiến tranh Lạnh, Nga cắt giảm mạnh chi tiêu quân sự, nhưng sự thay đổi gây tác động mạnh, bởi lĩnh vực công nghiệp quân sự trước kia sử dụng tới một phần năm lực lượng lao động Liên Xô và việc giải giáp khiến hàng triệu công dân Liên Xô cũ rơi vào cảnh thất nghiệp. Sau khi Nga thực hiện các cuộc cải cách kinh tế kiểu tư bản trong thập niên 1990, nó đã phải hứng chịu một cuộc khủng hoảng tài chính và một thời gian giảm phát nghiêm trọng hơn Hoa Kỳ và Đức từng phải đối mặt trong cuộc Đại giảm phát. Tiêu chuẩn sống tại Nga đã sút giảm đi trong những năm thời hậu Chiến tranh Lạnh, dù nền kinh tế đã bắt đầu tăng trưởng trở lại từ năm 1999.
Di sản của cuộc Chiến tranh Lạnh tiếp tục ảnh hưởng tới các vấn đề thế giới. Sau sự giải tán Liên Xô, thế giới thời hậu Chiến tranh Lạnh bị đa số mọi người coi là đơn cực, với Hoa Kỳ là siêu cường duy nhất. Chiến tranh Lạnh đã định nghĩa vai trò chính trị của Hoa Kỳ trên thế giới thời hậu Thế chiến II: tới năm 1989 Hoa Kỳ có các liên minh quân sự với 50 quốc gia, và có 1.5 triệu quân đồn trú ở nước ngoài tại 117 quốc gia. Chiến tranh Lạnh cũng đã định chế hoá một cam kết quốc tế với một nền công nghiệp quân sự và chi tiêu cho khoa học quân sự to lớn và thường xuyên.
Chi phí quân sự của Hoa Kỳ trong những năm Chiến tranh Lạnh được ước tính là khoảng 8 nghìn tỉ USD (thời giá 2002), trong khi gần 100.000 người Mỹ thiệt mạng trong Chiến tranh Triều Tiên và Chiến tranh Việt Nam. Dù sự thiệt hại nhân mạng của binh sĩ Liên Xô là ít hơn Mỹ rất nhiều, phần trăm trong Tổng sản lượng kinh tế của Liên Xô chi cho cuộc chiến lớn hơn nhiều so với Mỹ.
Ngoài sự thiệt mạng của những binh sĩ mặc quân phục, hàng triệu người đã chết trong các cuộc chiến tranh ủy nhiệm của các siêu cường trên khắp thế giới, đáng kể nhất là tại Đông Nam Á. Đa số các cuộc chiến tranh ủy nhiệm và các khoản viện trợ cho các cuộc xung đột địa phương đã chấm dứt cùng với Chiến tranh Lạnh, những cuộc chiến tranh giữa các quốc gia, các cuộc chiến tranh sắc tộc, các cuộc chiến tranh cách mạng, cũng như số người tị nạn và những người phải rời bỏ nhà cửa trong các cuộc khủng hoảng đã giảm mạnh ở những năm sau cuộc Chiến tranh Lạnh.
Không một huy chương chiến dịch riêng biệt nào đã được tạo ra cho cuộc Chiến tranh Lạnh, tuy nhiên, vào năm 1998, Quốc hội Hoa Kỳ đã cấp Chứng nhận Ghi công thời Chiến tranh Lạnh "cho mọi thành viên các lực lượng vũ trang và những nhân viên dân sự của chính phủ liên bang đã phục vụ trung thành và xứng đáng Hợp chúng quốc Hoa Kỳ ở bất kỳ thời điểm nào trong thời kỳ Chiến tranh Lạnh, được định nghĩa là từ ngày 2 tháng 9 năm 1945 tới ngày 26 tháng 12 năm 1991." 
Tuy nhiên, di sản của cuộc Chiến tranh Lạnh không phải luôn dễ dàng bị xoá bỏ, bởi nhiều căng thẳng kinh tế và xã hội đã bị khai thác làm lý do cho cuộc cạnh tranh thời Chiến tranh Lạnh ở nhiều nơi thuộc Thế giới thứ ba vẫn còn sâu sắc. Sự tan rã quyền quản lý nhà nước ở một số khu vực trước kia thuộc các chính phủ cộng sản chủ nghĩa đã tạo ra các cuộc xung đột dân sự và sắc tộc mới, đặc biệt là tại Nam Tư cũ. Ở Đông Âu, sự kết thúc Chiến tranh Lạnh đã dẫn tới một thời kỳ tăng trưởng kinh tế và một sự tăng trưởng mạnh chủ nghĩa tự do, trong khi ở nhiều nơi khác trên thế giới, như Afghanistan, độc lập đi liền với sự phá sản nhà nước.
Theo sử gia Geoffrey Roberts, trên bình diện thế giới, sự sụp đổ của Liên Xô khiến phương Tây không còn một đối trọng đủ mạnh mẽ, thế giới ngày nay vẫn còn xa mới có thể gọi là an toàn. Theo tiến sĩ Marcus Papadopoulos, một chuyên gia về Nga, việc Liên Xô sụp đổ khiến cho sự can thiệp của Mỹ và phương Tây vào công việc nội bộ của các nước tăng mạnh, với các vi phạm luật pháp quốc tế ở mức độ chưa từng thấy. Nếu Liên Xô còn tồn tại thì những cuộc chiến tranh của phương Tây tấn công Nam Tư, Iraq, Libya, Syria... sự trỗi dậy của chủ nghĩa khủng bố và Hồi giáo cực đoan sẽ không bao giờ xảy ra.

## Đánh giá
Ngay khi thuật ngữ "Chiến tranh Lạnh" trở nên phổ thông trong việc đề cập tới những căng thẳng thời hậu chiến giữa Hoa Kỳ và Liên bang Xô viết, việc giải thích quá trình và các nguyên nhân cuộc xung đột đã là nguồn gốc của một cuộc tranh cãi dữ dội giữa các nhà sử học, các nhà khoa học chính trị và các nhà báo. Đặc biệt, các nhà sử học có sự bất đồng lớn với việc quy trách nhiệm cho ai về sự tan vỡ quan hệ Liên Xô-Hoa Kỳ sau Thế chiến II; và liệu cuộc xung đột giữa hai siêu cường là không thể tránh khỏi, hay có thể tránh được. Các nhà sử học cũng không đồng ý về việc chính xác cuộc Chiến tranh Lạnh là gì, các nguồn gốc cuộc xung đột là gì, và làm sao để gỡ rối các hình mẫu hành động và phản ứng giữa hai bên.
Dù những giải thích về nguồn gốc cuộc xung đột trong các cuộc tranh luận hàn lâm là phức tạp và trái ngược, nhiều trường phái tư tưởng chính về chủ đề có thể được xác định. Các nhà sử học thường nói về ba cách tiếp cận khác nhau tới việc nghiên cứu Chiến tranh Lạnh: các tường thuật "chính thống", "xét lại", và "hậu xét lại".
Những tường thuật "chính thống" ở phương Tây áp đặt trách nhiệm về cuộc Chiến tranh Lạnh cho Liên Xô và sự mở rộng của nó vào Đông Âu. Các tác giả "xét lại" quy nhiều trách nhiệm về việc làm tan vỡ hoà bình thời hậu chiến cho Hoa Kỳ, viện dẫn một loạt nỗ lực của Hoa Kỳ nhằm cô lập và đe doạ Liên Xô từ trước khi Thế chiến II chấm dứt. Những người theo phái "hậu xét lại" xem xét các sự kiện của Chiến tranh Lạnh dưới nhiều góc độ hơn, và cố gắng cân bằng hơn trong việc xác định điều gì đã xảy ra trong Chiến tranh Lạnh. Đa số việc chép sử về Chiến tranh Lạnh sử dụng hai hay thậm chí cả ba tiêu chí lớn đó.